# Valter Matošević
Valter Matošević (Rijeka, 11. lipnja 1970.) je bivši hrvatski rukometni vratar.

## Klupska karijera
Igračku je karijeru započeo u riječkom Zametu. U prvoj sezoni Prve hrvatske rukometne lige Zamet dolazi do titule viceprvaka Hrvatske.
1993. seli se u Badel 1862 Zagreb gdje igra tri uspješne godine te se vraća u Zamet. Sezone nakon, klub je preimenovan u Zamet Autotrans. Sljedeće dvije sezone Zamet završava treći u ligi.
Nakon Zameta Matošević se seli u RK Metković s kojim osvaja Hrvatski rukometni kup. Kasnije igra za Talijanski klub Bologna 69, RK Zagreb, Wilhelmshavener HV, HSG Wetzlar, SDC San Antonio i FCK Håndbold prije odlaska u mirovinu u matičnom klubu.
Siječnja 2011. pozvan je u redove Nettelstedt-Lübbecke radi ozljede vratara Nikole Blažička.
Nakon četiri godine mirovine 2015. dobiva poziv u ThSV Eisenach da odrigra završetak sezone zbog odzljede njihovog vratara, te pomaže osigurati ulazak u prvu bundesligu.

### Reprezentativna karijera
Kao reprezentativac igrao je za Hrvatska i Jugoslavije. S Jugoslavenskom reprezentacijom je osvojio zlato na mediteranski igrama 1991.
Matošević je kao član hrvatske reprezentacije sudjelovao u dva najveća uspjeha: osvajanju olimpijskih zlatnih medalja na Igrama u Atlanti 1996. te na Igrama u Ateni 2004. godine. Dvostruki je dobitnik Državne nagrade za šport "Franjo Bučar", 1996. i 2004. kao član hrvatske rukometne reprezentacije.
Sveukupno sudjelovao je na pet Europska prvenstva, dve Mediteranske igre, četiri Svjetska prvenstva, dve Olimpijske igre i jednu Superligu.

### Trenerska karijera
Nakon prvog završetka igračke karijere Matošević postaje trener vratara Hrvatske kadetske reprezentacije te od 2013. seniore.
Od 2012. radi u Zametu kao trener golmana i pomoćni trenera. Godinu dana kasnije se priključuje u rukometnu akademiju RINA gdje je trener golmana.

## Priznanja

### Klupska
RK Zamet
- Prva HRL (3) : 1991./92. (doprvaci), 1997./98. (treći), 1998./99 (treći)
- Ekipa Godine -  HRS (1) : 1998.

RK Zagreb
- Prva HRL (5) : 1993./94. 1994./95., 1995./96., 2002./03., 2004./05.
- Hrvatski rukometni kup (5) : 1994., 1995., 1996., 2003., 2005.
- EHF Liga prvaka (1): 1995 (doprvaci)
- Kup pobjednika kupova (1) 2005 (doprvaci)

RK Metković
- Prva HRL (2) : 1999./00. (doprvaci), 2000/01 (doprvaci)
- Hrvatski rukometni kup (1) : 2001.
- Kup EHF (2) : 2000, 2001. (doprvaci)

FCK Håndbold
- Danski Kup (1) : 2009.

ThSV Eisenach
- 2. Bundesliga (1) : 2014./15.

### Reprezentativna
Jugoslavija
- Atena 1991. - zlato

Hrvatska
- Portugal 1994. - bronca
- Island 1995. - srebro
- Atlanta 1996. - zlato
- Franjo Bučar 1996.
- Bari 1997. - zlato
- Paris 1997. - zlato
- Predolimpijski turnir 2000. - srebro
- Njemačka 1999. - srebro
- Croatia Kup 2000. - zlato
- Tunis 2001. - zlato
- Elfag Kup 2002. - srebro
- Getman kup 2002. - srebro
- Pripremni turnir za SP 2003. zlato
- Portugal 2003. zlato
- Atena 2004. - zlato
- Franjo Bučar 2004.

### Trenerska
Hrvatska U-19
- Mađarska 2013. - srebro

Hrvatska
- Poljska 2016 - bronca

### Individualna
- 2. najbolji golman Island 1995.
- Rekord Hrvatske reprezentacije po broju obrana
- Riječki rukometaš s najviše odlikovanja

## Vanjske poveznice
- (danski) Portret na stranicama FCK Håndbolda  Arhivirana inačica izvorne stranice od 30. rujna 2008. (Wayback Machine)

| Sastav hrvatske rukometne reprezentacije na OI u Ateni 2004. (prvaci) | Sastav hrvatske rukometne reprezentacije na OI u Ateni 2004. (prvaci) | Sastav hrvatske rukometne reprezentacije na OI u Ateni 2004. (prvaci) |
| --- | --------------------------------------------------------------------- | --------------------------------------------------------------------- |
| |                                                                       |                                                                       |
| Ivano Balić \| Davor Dominiković \| Mirza Džomba \| Slavko Goluža \| Nikša Kaleb \| Blaženko Lacković \| Venio Losert \| Valter Matošević \| Petar Metličić \| Vlado Šola \| Denis Špoljarić \| Goran Šprem \| Igor Vori \| Drago Vuković \| Vedran Zrnić \| izbornik: Lino Červar |                                                                       |                                                                       |

| Sastav hrvatske rukometne reprezentacije na OI u Ateni 2004. (prvaci) | Sastav hrvatske rukometne reprezentacije na OI u Ateni 2004. (prvaci) | Sastav hrvatske rukometne reprezentacije na OI u Ateni 2004. (prvaci) |
| --- | --------------------------------------------------------------------- | --------------------------------------------------------------------- |
| |                                                                       |                                                                       |
| Ivano Balić \| Davor Dominiković \| Mirza Džomba \| Slavko Goluža \| Nikša Kaleb \| Blaženko Lacković \| Venio Losert \| Valter Matošević \| Petar Metličić \| Vlado Šola \| Denis Špoljarić \| Goran Šprem \| Igor Vori \| Drago Vuković \| Vedran Zrnić \| izbornik: Lino Červar |                                                                       |                                                                       |

| Sastav hrvatske rukometne reprezentacije na EP u Sloveniji 2004. (4. mjesto) | Sastav hrvatske rukometne reprezentacije na EP u Sloveniji 2004. (4. mjesto) | Sastav hrvatske rukometne reprezentacije na EP u Sloveniji 2004. (4. mjesto) |
| --- | ---------------------------------------------------------------------------- | ---------------------------------------------------------------------------- |
| |                                                                              |                                                                              |
| 1 Mario Kelentrić \| 2 Nikša Kaleb \| 3 Renato Sulić \| 4 Ivano Balić \| 5 Ivan Vukas \| 6 Blaženko Lacković \| 7 Vedran Zrnić \| 9 Igor Vori \| 10 Davor Dominiković \| 11 Mirza Džomba \| 12 Vlado Šola \| 14 Tonči Valčić \| 15 Slavko Goluža \| 16 Valter Matošević \| 18 Denis Špoljarić \| 19 Petar Metličić \| Izbornik: Lino Červar |                                                                              |                                                                              |

| Sastav hrvatske rukometne reprezentacije na EP u Sloveniji 2004. (4. mjesto) | Sastav hrvatske rukometne reprezentacije na EP u Sloveniji 2004. (4. mjesto) | Sastav hrvatske rukometne reprezentacije na EP u Sloveniji 2004. (4. mjesto) |
| --- | ---------------------------------------------------------------------------- | ---------------------------------------------------------------------------- |
| |                                                                              |                                                                              |
| 1 Mario Kelentrić \| 2 Nikša Kaleb \| 3 Renato Sulić \| 4 Ivano Balić \| 5 Ivan Vukas \| 6 Blaženko Lacković \| 7 Vedran Zrnić \| 9 Igor Vori \| 10 Davor Dominiković \| 11 Mirza Džomba \| 12 Vlado Šola \| 14 Tonči Valčić \| 15 Slavko Goluža \| 16 Valter Matošević \| 18 Denis Špoljarić \| 19 Petar Metličić \| Izbornik: Lino Červar |                                                                              |                                                                              |

| Sastav hrvatske rukometne reprezentacije na SP u Portugalu 2003. (prvaci) | Sastav hrvatske rukometne reprezentacije na SP u Portugalu 2003. (prvaci) | Sastav hrvatske rukometne reprezentacije na SP u Portugalu 2003. (prvaci) |
| --- | ------------------------------------------------------------------------- | ------------------------------------------------------------------------- |
| |                                                                           |                                                                           |
| Ivano Balić \| Davor Dominiković \| Mirza Džomba \| Slavko Goluža \| Božidar Jović \| Nikša Kaleb \| Mario Kelentrić \| Blaženko Lacković \| Valter Matošević \| Petar Metličić \| Vlado Šola \| Denis Špoljarić \| Goran Šprem \| Renato Sulić \| Tonči Valčić \| Igor Vori \| Vedran Zrnić \| izbornik: Lino Červar |                                                                           |                                                                           |

| Sastav hrvatske rukometne reprezentacije na SP u Portugalu 2003. (prvaci) | Sastav hrvatske rukometne reprezentacije na SP u Portugalu 2003. (prvaci) | Sastav hrvatske rukometne reprezentacije na SP u Portugalu 2003. (prvaci) |
| --- | ------------------------------------------------------------------------- | ------------------------------------------------------------------------- |
| |                                                                           |                                                                           |
| Ivano Balić \| Davor Dominiković \| Mirza Džomba \| Slavko Goluža \| Božidar Jović \| Nikša Kaleb \| Mario Kelentrić \| Blaženko Lacković \| Valter Matošević \| Petar Metličić \| Vlado Šola \| Denis Špoljarić \| Goran Šprem \| Renato Sulić \| Tonči Valčić \| Igor Vori \| Vedran Zrnić \| izbornik: Lino Červar |                                                                           |                                                                           |

| Sastav hrvatske rukometne reprezentacije na EP u Švedskoj 2002. (16. mjesto) | Sastav hrvatske rukometne reprezentacije na EP u Švedskoj 2002. (16. mjesto) | Sastav hrvatske rukometne reprezentacije na EP u Švedskoj 2002. (16. mjesto) |
| --- | ---------------------------------------------------------------------------- | ---------------------------------------------------------------------------- |
| |                                                                              |                                                                              |
| Ivano Balić \| Tihomir Baltić \| Zvonimir Bilić \| Davor Dominiković \| Mirza Džomba \| Kapetan: Slavko Goluža \| Božidar Jović \| Mario Kelentrić \| Igor Kos \| Valter Matošević \| Petar Metličić \| Renato Sulić \| Goran Šprem \| Tonči Valčić \| Vedran Zrnić \| izbornik: Josip Milković |                                                                              |                                                                              |

| Sastav hrvatske rukometne reprezentacije na EP u Švedskoj 2002. (16. mjesto) | Sastav hrvatske rukometne reprezentacije na EP u Švedskoj 2002. (16. mjesto) | Sastav hrvatske rukometne reprezentacije na EP u Švedskoj 2002. (16. mjesto) |
| --- | ---------------------------------------------------------------------------- | ---------------------------------------------------------------------------- |
| |                                                                              |                                                                              |
| Ivano Balić \| Tihomir Baltić \| Zvonimir Bilić \| Davor Dominiković \| Mirza Džomba \| Kapetan: Slavko Goluža \| Božidar Jović \| Mario Kelentrić \| Igor Kos \| Valter Matošević \| Petar Metličić \| Renato Sulić \| Goran Šprem \| Tonči Valčić \| Vedran Zrnić \| izbornik: Josip Milković |                                                                              |                                                                              |

| Sastav hrvatske rukometne reprezentacije na MI u Tunisu 2001. (prvaci) | Sastav hrvatske rukometne reprezentacije na MI u Tunisu 2001. (prvaci) | Sastav hrvatske rukometne reprezentacije na MI u Tunisu 2001. (prvaci) |
| --- | ---------------------------------------------------------------------- | ---------------------------------------------------------------------- |
| |                                                                        |                                                                        |
| Ivano Balić \| Tihomir Baltić \| Zvonimir Bilić \| Davor Dominiković \| Mirza Džomba \| Slavko Goluža \| Božidar Jović \| Mario Kelentrić \| Igor Kos \| Blaženko Lacković \| Valter Matošević \| Petar Metličić \| Diego Modrušan \| Goran Šprem \| Renato Sulić \| Vedran Zrnić \| izbornik: Josip Milković |                                                                        |                                                                        |

| Sastav hrvatske rukometne reprezentacije na MI u Tunisu 2001. (prvaci) | Sastav hrvatske rukometne reprezentacije na MI u Tunisu 2001. (prvaci) | Sastav hrvatske rukometne reprezentacije na MI u Tunisu 2001. (prvaci) |
| --- | ---------------------------------------------------------------------- | ---------------------------------------------------------------------- |
| |                                                                        |                                                                        |
| Ivano Balić \| Tihomir Baltić \| Zvonimir Bilić \| Davor Dominiković \| Mirza Džomba \| Slavko Goluža \| Božidar Jović \| Mario Kelentrić \| Igor Kos \| Blaženko Lacković \| Valter Matošević \| Petar Metličić \| Diego Modrušan \| Goran Šprem \| Renato Sulić \| Vedran Zrnić \| izbornik: Josip Milković |                                                                        |                                                                        |

| Sastav hrvatske rukometne reprezentacije na SP u Francuskoj 2001. (9. mjesto) | Sastav hrvatske rukometne reprezentacije na SP u Francuskoj 2001. (9. mjesto) | Sastav hrvatske rukometne reprezentacije na SP u Francuskoj 2001. (9. mjesto) |
| --- | ----------------------------------------------------------------------------- | ----------------------------------------------------------------------------- |
| |                                                                               |                                                                               |
| Zvonimir Bilić \| Patrik Ćavar \| Davor Dominiković \| Mirza Džomba \| Kapetan: Slavko Goluža \| Božidar Jović \| Nikša Kaleb \| Mario Kelentrić \| Nenad Kljaić \| Venio Losert \| Valter Matošević \| Petar Metličić \| Zoran Mikulić \| Renato Sulić \| Tonči Valčić \| Vedran Zrnić \| izbornik: Josip Milković |                                                                               |                                                                               |

| Sastav hrvatske rukometne reprezentacije na SP u Francuskoj 2001. (9. mjesto) | Sastav hrvatske rukometne reprezentacije na SP u Francuskoj 2001. (9. mjesto) | Sastav hrvatske rukometne reprezentacije na SP u Francuskoj 2001. (9. mjesto) |
| --- | ----------------------------------------------------------------------------- | ----------------------------------------------------------------------------- |
| |                                                                               |                                                                               |
| Zvonimir Bilić \| Patrik Ćavar \| Davor Dominiković \| Mirza Džomba \| Kapetan: Slavko Goluža \| Božidar Jović \| Nikša Kaleb \| Mario Kelentrić \| Nenad Kljaić \| Venio Losert \| Valter Matošević \| Petar Metličić \| Zoran Mikulić \| Renato Sulić \| Tonči Valčić \| Vedran Zrnić \| izbornik: Josip Milković |                                                                               |                                                                               |

| Sastav hrvatske rukometne reprezentacije na EP u Hrvatskoj 2000. (6. mjesto) | Sastav hrvatske rukometne reprezentacije na EP u Hrvatskoj 2000. (6. mjesto) | Sastav hrvatske rukometne reprezentacije na EP u Hrvatskoj 2000. (6. mjesto) |
| --- | ---------------------------------------------------------------------------- | ---------------------------------------------------------------------------- |
| |                                                                              |                                                                              |
| 1 Mirko Bašić \| 8 Zvonimir Bilić \| 11 Mirza Džomba \| 7 Tomislav Farkaš \| 15 Slavko Goluža \| 10 Bruno Gudelj \| 5 Božidar Jović \| 9 Nenad Kljaić \| 12 Venio Losert \| 16 Valter Matošević \| 20 Zoran Mikulić \| 3 Goran Perkovac \| 17 Zlatko Saračević \| 19 Irfan Smajlagić \| 4 Goran Šprem \| 14 Tonči Valčić \| Izbornik: Zdravko Zovko |                                                                              |                                                                              |

| Sastav hrvatske rukometne reprezentacije na EP u Hrvatskoj 2000. (6. mjesto) | Sastav hrvatske rukometne reprezentacije na EP u Hrvatskoj 2000. (6. mjesto) | Sastav hrvatske rukometne reprezentacije na EP u Hrvatskoj 2000. (6. mjesto) |
| --- | ---------------------------------------------------------------------------- | ---------------------------------------------------------------------------- |
| |                                                                              |                                                                              |
| 1 Mirko Bašić \| 8 Zvonimir Bilić \| 11 Mirza Džomba \| 7 Tomislav Farkaš \| 15 Slavko Goluža \| 10 Bruno Gudelj \| 5 Božidar Jović \| 9 Nenad Kljaić \| 12 Venio Losert \| 16 Valter Matošević \| 20 Zoran Mikulić \| 3 Goran Perkovac \| 17 Zlatko Saračević \| 19 Irfan Smajlagić \| 4 Goran Šprem \| 14 Tonči Valčić \| Izbornik: Zdravko Zovko |                                                                              |                                                                              |

| Sastav hrvatske rukometne reprezentacije na SL u Njemačkoj 1999. (2. mjesto) | Sastav hrvatske rukometne reprezentacije na SL u Njemačkoj 1999. (2. mjesto) | Sastav hrvatske rukometne reprezentacije na SL u Njemačkoj 1999. (2. mjesto) |
| --- | ---------------------------------------------------------------------------- | ---------------------------------------------------------------------------- |
| |                                                                              |                                                                              |
| Mario Kelentrić \| Vladimir Jelčić \| Petar Metličić \| Božidar Jović \| Alvaro Načinović \| Tomislav Farkaš \| Vedran Zrnić \| Nenad Kljaić \| Tonči Valčić \| Mirza Džomba \| Ratko Tomljanović \| Slavko Goluža \| Valter Matošević \| Zoran Mikulić \| Denis Špoljarić \| Vladimir Šola \| izbornik: Zdravko Zovko |                                                                              |                                                                              |

| Sastav hrvatske rukometne reprezentacije na SL u Njemačkoj 1999. (2. mjesto) | Sastav hrvatske rukometne reprezentacije na SL u Njemačkoj 1999. (2. mjesto) | Sastav hrvatske rukometne reprezentacije na SL u Njemačkoj 1999. (2. mjesto) |
| --- | ---------------------------------------------------------------------------- | ---------------------------------------------------------------------------- |
| |                                                                              |                                                                              |
| Mario Kelentrić \| Vladimir Jelčić \| Petar Metličić \| Božidar Jović \| Alvaro Načinović \| Tomislav Farkaš \| Vedran Zrnić \| Nenad Kljaić \| Tonči Valčić \| Mirza Džomba \| Ratko Tomljanović \| Slavko Goluža \| Valter Matošević \| Zoran Mikulić \| Denis Špoljarić \| Vladimir Šola \| izbornik: Zdravko Zovko |                                                                              |                                                                              |

| Sastav hrvatske rukometne reprezentacije na EP u Italiji 1998. (8. mjesto) | Sastav hrvatske rukometne reprezentacije na EP u Italiji 1998. (8. mjesto) | Sastav hrvatske rukometne reprezentacije na EP u Italiji 1998. (8. mjesto) |
| --- | -------------------------------------------------------------------------- | -------------------------------------------------------------------------- |
| |                                                                            |                                                                            |
| Zvonimir Bilić \| Mario Bjeliš \| Neno Boban \| Milanko Čaprić \| Patrik Ćavar \| Davor Dominiković \| Mirza Džomba \| Tomislav Farkaš \| Slavko Goluža \| Silvio Ivandija \| Vladimir Jelčić \| Goran Jerković \| Božidar Jović \| Mario Kelentrić \| Nenad Kljaić \| Venio Losert \| Valter Matošević \| Zoran Mikulić \| Petar Metličić \| Alvaro Načinović \| Goran Perkovac \| Iztok Puc \| Zlatko Saračević \| Irfan Smajlagić \| Vladimir Šujster \| izbornik: Velimir Kljaić |                                                                            |                                                                            |

| Sastav hrvatske rukometne reprezentacije na EP u Italiji 1998. (8. mjesto) | Sastav hrvatske rukometne reprezentacije na EP u Italiji 1998. (8. mjesto) | Sastav hrvatske rukometne reprezentacije na EP u Italiji 1998. (8. mjesto) |
| --- | -------------------------------------------------------------------------- | -------------------------------------------------------------------------- |
| |                                                                            |                                                                            |
| Zvonimir Bilić \| Mario Bjeliš \| Neno Boban \| Milanko Čaprić \| Patrik Ćavar \| Davor Dominiković \| Mirza Džomba \| Tomislav Farkaš \| Slavko Goluža \| Silvio Ivandija \| Vladimir Jelčić \| Goran Jerković \| Božidar Jović \| Mario Kelentrić \| Nenad Kljaić \| Venio Losert \| Valter Matošević \| Zoran Mikulić \| Petar Metličić \| Alvaro Načinović \| Goran Perkovac \| Iztok Puc \| Zlatko Saračević \| Irfan Smajlagić \| Vladimir Šujster \| izbornik: Velimir Kljaić |                                                                            |                                                                            |

| Sastav hrvatske rukometne reprezentacije na MI u Bariju 1997. (prvaci) | Sastav hrvatske rukometne reprezentacije na MI u Bariju 1997. (prvaci) | Sastav hrvatske rukometne reprezentacije na MI u Bariju 1997. (prvaci) |
| --- | ---------------------------------------------------------------------- | ---------------------------------------------------------------------- |
| |                                                                        |                                                                        |
| Goran Perkovac \| Valter Matošević \| Valner Franković \| Božidar Jović \| Miro Barišić \| Mario Bjeliš \| Goran Jerković \| Mirza Džomba \| Enes Halkić \| Davor Dominiković \| Silvio Ivandija \| Igor Kos \| Dragan Jerković \| Neno Boban \| Mario Kelentrić \| Mladen Prskalo \| izbornik: Ilija Puljević |                                                                        |                                                                        |

| Sastav hrvatske rukometne reprezentacije na MI u Bariju 1997. (prvaci) | Sastav hrvatske rukometne reprezentacije na MI u Bariju 1997. (prvaci) | Sastav hrvatske rukometne reprezentacije na MI u Bariju 1997. (prvaci) |
| --- | ---------------------------------------------------------------------- | ---------------------------------------------------------------------- |
| |                                                                        |                                                                        |
| Goran Perkovac \| Valter Matošević \| Valner Franković \| Božidar Jović \| Miro Barišić \| Mario Bjeliš \| Goran Jerković \| Mirza Džomba \| Enes Halkić \| Davor Dominiković \| Silvio Ivandija \| Igor Kos \| Dragan Jerković \| Neno Boban \| Mario Kelentrić \| Mladen Prskalo \| izbornik: Ilija Puljević |                                                                        |                                                                        |

| Sastav hrvatske rukometne reprezentacije na OI u Atlanti 1996. (prvaci) | Sastav hrvatske rukometne reprezentacije na OI u Atlanti 1996. (prvaci) | Sastav hrvatske rukometne reprezentacije na OI u Atlanti 1996. (prvaci) |
| --- | ----------------------------------------------------------------------- | ----------------------------------------------------------------------- |
| |                                                                         |                                                                         |
| Patrik Ćavar \| Valner Franković \| Slavko Goluža \| Bruno Gudelj \| Vladimir Jelčić \| Božidar Jović \| Nenad Kljaić \| Venio Losert \| Valter Matošević \| Zoran Mikulić \| Alvaro Načinović \| Goran Perkovac \| Iztok Puc \| Zlatko Saračević \| Irfan Smajlagić \| Vladimir Šujster \| izbornik: Velimir Kljaić |                                                                         |                                                                         |

| Sastav hrvatske rukometne reprezentacije na OI u Atlanti 1996. (prvaci) | Sastav hrvatske rukometne reprezentacije na OI u Atlanti 1996. (prvaci) | Sastav hrvatske rukometne reprezentacije na OI u Atlanti 1996. (prvaci) |
| --- | ----------------------------------------------------------------------- | ----------------------------------------------------------------------- |
| |                                                                         |                                                                         |
| Patrik Ćavar \| Valner Franković \| Slavko Goluža \| Bruno Gudelj \| Vladimir Jelčić \| Božidar Jović \| Nenad Kljaić \| Venio Losert \| Valter Matošević \| Zoran Mikulić \| Alvaro Načinović \| Goran Perkovac \| Iztok Puc \| Zlatko Saračević \| Irfan Smajlagić \| Vladimir Šujster \| izbornik: Velimir Kljaić |                                                                         |                                                                         |

| Sastav hrvatske rukometne reprezentacije na SP na Islandu 1995. (2. mjesto) | Sastav hrvatske rukometne reprezentacije na SP na Islandu 1995. (2. mjesto) | Sastav hrvatske rukometne reprezentacije na SP na Islandu 1995. (2. mjesto) |
| --- | --------------------------------------------------------------------------- | --------------------------------------------------------------------------- |
| |                                                                             |                                                                             |
| Goran Perkovac \| Irfan Smajlagić \| Alvaro Načinović \| Iztok Puc \| Zlatko Saračević \| Patrik Ćavar \| Ratko Tomljanović \| Vladimir Šola \| Valter Matošević \| Zvonimir Bilić \| Slavko Goluža \| Božidar Jović \| Venio Losert \| Boris Jarak \| Tomislav Farkaš \| Mirza Šarić \| izbornik: Zdravko Zovko |                                                                             |                                                                             |

| Sastav hrvatske rukometne reprezentacije na SP na Islandu 1995. (2. mjesto) | Sastav hrvatske rukometne reprezentacije na SP na Islandu 1995. (2. mjesto) | Sastav hrvatske rukometne reprezentacije na SP na Islandu 1995. (2. mjesto) |
| --- | --------------------------------------------------------------------------- | --------------------------------------------------------------------------- |
| |                                                                             |                                                                             |
| Goran Perkovac \| Irfan Smajlagić \| Alvaro Načinović \| Iztok Puc \| Zlatko Saračević \| Patrik Ćavar \| Ratko Tomljanović \| Vladimir Šola \| Valter Matošević \| Zvonimir Bilić \| Slavko Goluža \| Božidar Jović \| Venio Losert \| Boris Jarak \| Tomislav Farkaš \| Mirza Šarić \| izbornik: Zdravko Zovko |                                                                             |                                                                             |

| Sastav hrvatske rukometne reprezentacije na EP u Portugalu 1994. (3. mjesto) | Sastav hrvatske rukometne reprezentacije na EP u Portugalu 1994. (3. mjesto) | Sastav hrvatske rukometne reprezentacije na EP u Portugalu 1994. (3. mjesto) |
| --- | ---------------------------------------------------------------------------- | ---------------------------------------------------------------------------- |
| |                                                                              |                                                                              |
| 1 Tonči Peribonio \| 2 Vladimir Jelčić \| 3 Goran Perkovac \| 4 Irfan Smajlagić \| 5 Bruno Gudelj \| 6 Alvaro Načinović (kapetan) \| 7 Ivica Obrvan \| 8 Zvonimir Bilić \| 9 Nenad Kljaić \| 10 Iztok Puc \| 11 Darko Franović \| 12 Vlado Šola \| 13 Patrik Ćavar \| 14 Ratko Tomljanović \| 15 Slavko Goluža \| 16 Valter Matošević \| 19 Zlatko Saračević \| Izbornik: Zdravko Zovko |                                                                              |                                                                              |

| Sastav hrvatske rukometne reprezentacije na EP u Portugalu 1994. (3. mjesto) | Sastav hrvatske rukometne reprezentacije na EP u Portugalu 1994. (3. mjesto) | Sastav hrvatske rukometne reprezentacije na EP u Portugalu 1994. (3. mjesto) |
| --- | ---------------------------------------------------------------------------- | ---------------------------------------------------------------------------- |
| |                                                                              |                                                                              |
| 1 Tonči Peribonio \| 2 Vladimir Jelčić \| 3 Goran Perkovac \| 4 Irfan Smajlagić \| 5 Bruno Gudelj \| 6 Alvaro Načinović (kapetan) \| 7 Ivica Obrvan \| 8 Zvonimir Bilić \| 9 Nenad Kljaić \| 10 Iztok Puc \| 11 Darko Franović \| 12 Vlado Šola \| 13 Patrik Ćavar \| 14 Ratko Tomljanović \| 15 Slavko Goluža \| 16 Valter Matošević \| 19 Zlatko Saračević \| Izbornik: Zdravko Zovko |                                                                              |                                                                              |

| Sastav hrvatske rukometne reprezentacije na OI u Ateni 2004. (prvaci) | Sastav hrvatske rukometne reprezentacije na OI u Ateni 2004. (prvaci) | Sastav hrvatske rukometne reprezentacije na OI u Ateni 2004. (prvaci) |
| --- | --------------------------------------------------------------------- | --------------------------------------------------------------------- |
| |                                                                       |                                                                       |
| Ivano Balić \| Davor Dominiković \| Mirza Džomba \| Slavko Goluža \| Nikša Kaleb \| Blaženko Lacković \| Venio Losert \| Valter Matošević \| Petar Metličić \| Vlado Šola \| Denis Špoljarić \| Goran Šprem \| Igor Vori \| Drago Vuković \| Vedran Zrnić \| izbornik: Lino Červar |                                                                       |                                                                       |

| Sastav hrvatske rukometne reprezentacije na OI u Ateni 2004. (prvaci) | Sastav hrvatske rukometne reprezentacije na OI u Ateni 2004. (prvaci) | Sastav hrvatske rukometne reprezentacije na OI u Ateni 2004. (prvaci) |
| --- | --------------------------------------------------------------------- | --------------------------------------------------------------------- |
| |                                                                       |                                                                       |
| Ivano Balić \| Davor Dominiković \| Mirza Džomba \| Slavko Goluža \| Nikša Kaleb \| Blaženko Lacković \| Venio Losert \| Valter Matošević \| Petar Metličić \| Vlado Šola \| Denis Špoljarić \| Goran Šprem \| Igor Vori \| Drago Vuković \| Vedran Zrnić \| izbornik: Lino Červar |                                                                       |                                                                       |

| Sastav hrvatske rukometne reprezentacije na EP u Sloveniji 2004. (4. mjesto) | Sastav hrvatske rukometne reprezentacije na EP u Sloveniji 2004. (4. mjesto) | Sastav hrvatske rukometne reprezentacije na EP u Sloveniji 2004. (4. mjesto) |
| --- | ---------------------------------------------------------------------------- | ---------------------------------------------------------------------------- |
| |                                                                              |                                                                              |
| 1 Mario Kelentrić \| 2 Nikša Kaleb \| 3 Renato Sulić \| 4 Ivano Balić \| 5 Ivan Vukas \| 6 Blaženko Lacković \| 7 Vedran Zrnić \| 9 Igor Vori \| 10 Davor Dominiković \| 11 Mirza Džomba \| 12 Vlado Šola \| 14 Tonči Valčić \| 15 Slavko Goluža \| 16 Valter Matošević \| 18 Denis Špoljarić \| 19 Petar Metličić \| Izbornik: Lino Červar |                                                                              |                                                                              |

| Sastav hrvatske rukometne reprezentacije na EP u Sloveniji 2004. (4. mjesto) | Sastav hrvatske rukometne reprezentacije na EP u Sloveniji 2004. (4. mjesto) | Sastav hrvatske rukometne reprezentacije na EP u Sloveniji 2004. (4. mjesto) |
| --- | ---------------------------------------------------------------------------- | ---------------------------------------------------------------------------- |
| |                                                                              |                                                                              |
| 1 Mario Kelentrić \| 2 Nikša Kaleb \| 3 Renato Sulić \| 4 Ivano Balić \| 5 Ivan Vukas \| 6 Blaženko Lacković \| 7 Vedran Zrnić \| 9 Igor Vori \| 10 Davor Dominiković \| 11 Mirza Džomba \| 12 Vlado Šola \| 14 Tonči Valčić \| 15 Slavko Goluža \| 16 Valter Matošević \| 18 Denis Špoljarić \| 19 Petar Metličić \| Izbornik: Lino Červar |                                                                              |                                                                              |

| Sastav hrvatske rukometne reprezentacije na SP u Portugalu 2003. (prvaci) | Sastav hrvatske rukometne reprezentacije na SP u Portugalu 2003. (prvaci) | Sastav hrvatske rukometne reprezentacije na SP u Portugalu 2003. (prvaci) |
| --- | ------------------------------------------------------------------------- | ------------------------------------------------------------------------- |
| |                                                                           |                                                                           |
| Ivano Balić \| Davor Dominiković \| Mirza Džomba \| Slavko Goluža \| Božidar Jović \| Nikša Kaleb \| Mario Kelentrić \| Blaženko Lacković \| Valter Matošević \| Petar Metličić \| Vlado Šola \| Denis Špoljarić \| Goran Šprem \| Renato Sulić \| Tonči Valčić \| Igor Vori \| Vedran Zrnić \| izbornik: Lino Červar |                                                                           |                                                                           |

| Sastav hrvatske rukometne reprezentacije na SP u Portugalu 2003. (prvaci) | Sastav hrvatske rukometne reprezentacije na SP u Portugalu 2003. (prvaci) | Sastav hrvatske rukometne reprezentacije na SP u Portugalu 2003. (prvaci) |
| --- | ------------------------------------------------------------------------- | ------------------------------------------------------------------------- |
| |                                                                           |                                                                           |
| Ivano Balić \| Davor Dominiković \| Mirza Džomba \| Slavko Goluža \| Božidar Jović \| Nikša Kaleb \| Mario Kelentrić \| Blaženko Lacković \| Valter Matošević \| Petar Metličić \| Vlado Šola \| Denis Špoljarić \| Goran Šprem \| Renato Sulić \| Tonči Valčić \| Igor Vori \| Vedran Zrnić \| izbornik: Lino Červar |                                                                           |                                                                           |

| Sastav hrvatske rukometne reprezentacije na EP u Švedskoj 2002. (16. mjesto) | Sastav hrvatske rukometne reprezentacije na EP u Švedskoj 2002. (16. mjesto) | Sastav hrvatske rukometne reprezentacije na EP u Švedskoj 2002. (16. mjesto) |
| --- | ---------------------------------------------------------------------------- | ---------------------------------------------------------------------------- |
| |                                                                              |                                                                              |
| Ivano Balić \| Tihomir Baltić \| Zvonimir Bilić \| Davor Dominiković \| Mirza Džomba \| Kapetan: Slavko Goluža \| Božidar Jović \| Mario Kelentrić \| Igor Kos \| Valter Matošević \| Petar Metličić \| Renato Sulić \| Goran Šprem \| Tonči Valčić \| Vedran Zrnić \| izbornik: Josip Milković |                                                                              |                                                                              |

| Sastav hrvatske rukometne reprezentacije na EP u Švedskoj 2002. (16. mjesto) | Sastav hrvatske rukometne reprezentacije na EP u Švedskoj 2002. (16. mjesto) | Sastav hrvatske rukometne reprezentacije na EP u Švedskoj 2002. (16. mjesto) |
| --- | ---------------------------------------------------------------------------- | ---------------------------------------------------------------------------- |
| |                                                                              |                                                                              |
| Ivano Balić \| Tihomir Baltić \| Zvonimir Bilić \| Davor Dominiković \| Mirza Džomba \| Kapetan: Slavko Goluža \| Božidar Jović \| Mario Kelentrić \| Igor Kos \| Valter Matošević \| Petar Metličić \| Renato Sulić \| Goran Šprem \| Tonči Valčić \| Vedran Zrnić \| izbornik: Josip Milković |                                                                              |                                                                              |

| Sastav hrvatske rukometne reprezentacije na MI u Tunisu 2001. (prvaci) | Sastav hrvatske rukometne reprezentacije na MI u Tunisu 2001. (prvaci) | Sastav hrvatske rukometne reprezentacije na MI u Tunisu 2001. (prvaci) |
| --- | ---------------------------------------------------------------------- | ---------------------------------------------------------------------- |
| |                                                                        |                                                                        |
| Ivano Balić \| Tihomir Baltić \| Zvonimir Bilić \| Davor Dominiković \| Mirza Džomba \| Slavko Goluža \| Božidar Jović \| Mario Kelentrić \| Igor Kos \| Blaženko Lacković \| Valter Matošević \| Petar Metličić \| Diego Modrušan \| Goran Šprem \| Renato Sulić \| Vedran Zrnić \| izbornik: Josip Milković |                                                                        |                                                                        |

| Sastav hrvatske rukometne reprezentacije na MI u Tunisu 2001. (prvaci) | Sastav hrvatske rukometne reprezentacije na MI u Tunisu 2001. (prvaci) | Sastav hrvatske rukometne reprezentacije na MI u Tunisu 2001. (prvaci) |
| --- | ---------------------------------------------------------------------- | ---------------------------------------------------------------------- |
| |                                                                        |                                                                        |
| Ivano Balić \| Tihomir Baltić \| Zvonimir Bilić \| Davor Dominiković \| Mirza Džomba \| Slavko Goluža \| Božidar Jović \| Mario Kelentrić \| Igor Kos \| Blaženko Lacković \| Valter Matošević \| Petar Metličić \| Diego Modrušan \| Goran Šprem \| Renato Sulić \| Vedran Zrnić \| izbornik: Josip Milković |                                                                        |                                                                        |

| Sastav hrvatske rukometne reprezentacije na SP u Francuskoj 2001. (9. mjesto) | Sastav hrvatske rukometne reprezentacije na SP u Francuskoj 2001. (9. mjesto) | Sastav hrvatske rukometne reprezentacije na SP u Francuskoj 2001. (9. mjesto) |
| --- | ----------------------------------------------------------------------------- | ----------------------------------------------------------------------------- |
| |                                                                               |                                                                               |
| Zvonimir Bilić \| Patrik Ćavar \| Davor Dominiković \| Mirza Džomba \| Kapetan: Slavko Goluža \| Božidar Jović \| Nikša Kaleb \| Mario Kelentrić \| Nenad Kljaić \| Venio Losert \| Valter Matošević \| Petar Metličić \| Zoran Mikulić \| Renato Sulić \| Tonči Valčić \| Vedran Zrnić \| izbornik: Josip Milković |                                                                               |                                                                               |

| Sastav hrvatske rukometne reprezentacije na SP u Francuskoj 2001. (9. mjesto) | Sastav hrvatske rukometne reprezentacije na SP u Francuskoj 2001. (9. mjesto) | Sastav hrvatske rukometne reprezentacije na SP u Francuskoj 2001. (9. mjesto) |
| --- | ----------------------------------------------------------------------------- | ----------------------------------------------------------------------------- |
| |                                                                               |                                                                               |
| Zvonimir Bilić \| Patrik Ćavar \| Davor Dominiković \| Mirza Džomba \| Kapetan: Slavko Goluža \| Božidar Jović \| Nikša Kaleb \| Mario Kelentrić \| Nenad Kljaić \| Venio Losert \| Valter Matošević \| Petar Metličić \| Zoran Mikulić \| Renato Sulić \| Tonči Valčić \| Vedran Zrnić \| izbornik: Josip Milković |                                                                               |                                                                               |

| Sastav hrvatske rukometne reprezentacije na EP u Hrvatskoj 2000. (6. mjesto) | Sastav hrvatske rukometne reprezentacije na EP u Hrvatskoj 2000. (6. mjesto) | Sastav hrvatske rukometne reprezentacije na EP u Hrvatskoj 2000. (6. mjesto) |
| --- | ---------------------------------------------------------------------------- | ---------------------------------------------------------------------------- |
| |                                                                              |                                                                              |
| 1 Mirko Bašić \| 8 Zvonimir Bilić \| 11 Mirza Džomba \| 7 Tomislav Farkaš \| 15 Slavko Goluža \| 10 Bruno Gudelj \| 5 Božidar Jović \| 9 Nenad Kljaić \| 12 Venio Losert \| 16 Valter Matošević \| 20 Zoran Mikulić \| 3 Goran Perkovac \| 17 Zlatko Saračević \| 19 Irfan Smajlagić \| 4 Goran Šprem \| 14 Tonči Valčić \| Izbornik: Zdravko Zovko |                                                                              |                                                                              |

| Sastav hrvatske rukometne reprezentacije na EP u Hrvatskoj 2000. (6. mjesto) | Sastav hrvatske rukometne reprezentacije na EP u Hrvatskoj 2000. (6. mjesto) | Sastav hrvatske rukometne reprezentacije na EP u Hrvatskoj 2000. (6. mjesto) |
| --- | ---------------------------------------------------------------------------- | ---------------------------------------------------------------------------- |
| |                                                                              |                                                                              |
| 1 Mirko Bašić \| 8 Zvonimir Bilić \| 11 Mirza Džomba \| 7 Tomislav Farkaš \| 15 Slavko Goluža \| 10 Bruno Gudelj \| 5 Božidar Jović \| 9 Nenad Kljaić \| 12 Venio Losert \| 16 Valter Matošević \| 20 Zoran Mikulić \| 3 Goran Perkovac \| 17 Zlatko Saračević \| 19 Irfan Smajlagić \| 4 Goran Šprem \| 14 Tonči Valčić \| Izbornik: Zdravko Zovko |                                                                              |                                                                              |

| Sastav hrvatske rukometne reprezentacije na SL u Njemačkoj 1999. (2. mjesto) | Sastav hrvatske rukometne reprezentacije na SL u Njemačkoj 1999. (2. mjesto) | Sastav hrvatske rukometne reprezentacije na SL u Njemačkoj 1999. (2. mjesto) |
| --- | ---------------------------------------------------------------------------- | ---------------------------------------------------------------------------- |
| |                                                                              |                                                                              |
| Mario Kelentrić \| Vladimir Jelčić \| Petar Metličić \| Božidar Jović \| Alvaro Načinović \| Tomislav Farkaš \| Vedran Zrnić \| Nenad Kljaić \| Tonči Valčić \| Mirza Džomba \| Ratko Tomljanović \| Slavko Goluža \| Valter Matošević \| Zoran Mikulić \| Denis Špoljarić \| Vladimir Šola \| izbornik: Zdravko Zovko |                                                                              |                                                                              |

| Sastav hrvatske rukometne reprezentacije na SL u Njemačkoj 1999. (2. mjesto) | Sastav hrvatske rukometne reprezentacije na SL u Njemačkoj 1999. (2. mjesto) | Sastav hrvatske rukometne reprezentacije na SL u Njemačkoj 1999. (2. mjesto) |
| --- | ---------------------------------------------------------------------------- | ---------------------------------------------------------------------------- |
| |                                                                              |                                                                              |
| Mario Kelentrić \| Vladimir Jelčić \| Petar Metličić \| Božidar Jović \| Alvaro Načinović \| Tomislav Farkaš \| Vedran Zrnić \| Nenad Kljaić \| Tonči Valčić \| Mirza Džomba \| Ratko Tomljanović \| Slavko Goluža \| Valter Matošević \| Zoran Mikulić \| Denis Špoljarić \| Vladimir Šola \| izbornik: Zdravko Zovko |                                                                              |                                                                              |

| Sastav hrvatske rukometne reprezentacije na EP u Italiji 1998. (8. mjesto) | Sastav hrvatske rukometne reprezentacije na EP u Italiji 1998. (8. mjesto) | Sastav hrvatske rukometne reprezentacije na EP u Italiji 1998. (8. mjesto) |
| --- | -------------------------------------------------------------------------- | -------------------------------------------------------------------------- |
| |                                                                            |                                                                            |
| Zvonimir Bilić \| Mario Bjeliš \| Neno Boban \| Milanko Čaprić \| Patrik Ćavar \| Davor Dominiković \| Mirza Džomba \| Tomislav Farkaš \| Slavko Goluža \| Silvio Ivandija \| Vladimir Jelčić \| Goran Jerković \| Božidar Jović \| Mario Kelentrić \| Nenad Kljaić \| Venio Losert \| Valter Matošević \| Zoran Mikulić \| Petar Metličić \| Alvaro Načinović \| Goran Perkovac \| Iztok Puc \| Zlatko Saračević \| Irfan Smajlagić \| Vladimir Šujster \| izbornik: Velimir Kljaić |                                                                            |                                                                            |

| Sastav hrvatske rukometne reprezentacije na EP u Italiji 1998. (8. mjesto) | Sastav hrvatske rukometne reprezentacije na EP u Italiji 1998. (8. mjesto) | Sastav hrvatske rukometne reprezentacije na EP u Italiji 1998. (8. mjesto) |
| --- | -------------------------------------------------------------------------- | -------------------------------------------------------------------------- |
| |                                                                            |                                                                            |
| Zvonimir Bilić \| Mario Bjeliš \| Neno Boban \| Milanko Čaprić \| Patrik Ćavar \| Davor Dominiković \| Mirza Džomba \| Tomislav Farkaš \| Slavko Goluža \| Silvio Ivandija \| Vladimir Jelčić \| Goran Jerković \| Božidar Jović \| Mario Kelentrić \| Nenad Kljaić \| Venio Losert \| Valter Matošević \| Zoran Mikulić \| Petar Metličić \| Alvaro Načinović \| Goran Perkovac \| Iztok Puc \| Zlatko Saračević \| Irfan Smajlagić \| Vladimir Šujster \| izbornik: Velimir Kljaić |                                                                            |                                                                            |

| Sastav hrvatske rukometne reprezentacije na MI u Bariju 1997. (prvaci) | Sastav hrvatske rukometne reprezentacije na MI u Bariju 1997. (prvaci) | Sastav hrvatske rukometne reprezentacije na MI u Bariju 1997. (prvaci) |
| --- | ---------------------------------------------------------------------- | ---------------------------------------------------------------------- |
| |                                                                        |                                                                        |
| Goran Perkovac \| Valter Matošević \| Valner Franković \| Božidar Jović \| Miro Barišić \| Mario Bjeliš \| Goran Jerković \| Mirza Džomba \| Enes Halkić \| Davor Dominiković \| Silvio Ivandija \| Igor Kos \| Dragan Jerković \| Neno Boban \| Mario Kelentrić \| Mladen Prskalo \| izbornik: Ilija Puljević |                                                                        |                                                                        |

| Sastav hrvatske rukometne reprezentacije na MI u Bariju 1997. (prvaci) | Sastav hrvatske rukometne reprezentacije na MI u Bariju 1997. (prvaci) | Sastav hrvatske rukometne reprezentacije na MI u Bariju 1997. (prvaci) |
| --- | ---------------------------------------------------------------------- | ---------------------------------------------------------------------- |
| |                                                                        |                                                                        |
| Goran Perkovac \| Valter Matošević \| Valner Franković \| Božidar Jović \| Miro Barišić \| Mario Bjeliš \| Goran Jerković \| Mirza Džomba \| Enes Halkić \| Davor Dominiković \| Silvio Ivandija \| Igor Kos \| Dragan Jerković \| Neno Boban \| Mario Kelentrić \| Mladen Prskalo \| izbornik: Ilija Puljević |                                                                        |                                                                        |

| Sastav hrvatske rukometne reprezentacije na OI u Atlanti 1996. (prvaci) | Sastav hrvatske rukometne reprezentacije na OI u Atlanti 1996. (prvaci) | Sastav hrvatske rukometne reprezentacije na OI u Atlanti 1996. (prvaci) |
| --- | ----------------------------------------------------------------------- | ----------------------------------------------------------------------- |
| |                                                                         |                                                                         |
| Patrik Ćavar \| Valner Franković \| Slavko Goluža \| Bruno Gudelj \| Vladimir Jelčić \| Božidar Jović \| Nenad Kljaić \| Venio Losert \| Valter Matošević \| Zoran Mikulić \| Alvaro Načinović \| Goran Perkovac \| Iztok Puc \| Zlatko Saračević \| Irfan Smajlagić \| Vladimir Šujster \| izbornik: Velimir Kljaić |                                                                         |                                                                         |

| Sastav hrvatske rukometne reprezentacije na OI u Atlanti 1996. (prvaci) | Sastav hrvatske rukometne reprezentacije na OI u Atlanti 1996. (prvaci) | Sastav hrvatske rukometne reprezentacije na OI u Atlanti 1996. (prvaci) |
| --- | ----------------------------------------------------------------------- | ----------------------------------------------------------------------- |
| |                                                                         |                                                                         |
| Patrik Ćavar \| Valner Franković \| Slavko Goluža \| Bruno Gudelj \| Vladimir Jelčić \| Božidar Jović \| Nenad Kljaić \| Venio Losert \| Valter Matošević \| Zoran Mikulić \| Alvaro Načinović \| Goran Perkovac \| Iztok Puc \| Zlatko Saračević \| Irfan Smajlagić \| Vladimir Šujster \| izbornik: Velimir Kljaić |                                                                         |                                                                         |

| Sastav hrvatske rukometne reprezentacije na SP na Islandu 1995. (2. mjesto) | Sastav hrvatske rukometne reprezentacije na SP na Islandu 1995. (2. mjesto) | Sastav hrvatske rukometne reprezentacije na SP na Islandu 1995. (2. mjesto) |
| --- | --------------------------------------------------------------------------- | --------------------------------------------------------------------------- |
| |                                                                             |                                                                             |
| Goran Perkovac \| Irfan Smajlagić \| Alvaro Načinović \| Iztok Puc \| Zlatko Saračević \| Patrik Ćavar \| Ratko Tomljanović \| Vladimir Šola \| Valter Matošević \| Zvonimir Bilić \| Slavko Goluža \| Božidar Jović \| Venio Losert \| Boris Jarak \| Tomislav Farkaš \| Mirza Šarić \| izbornik: Zdravko Zovko |                                                                             |                                                                             |

| Sastav hrvatske rukometne reprezentacije na SP na Islandu 1995. (2. mjesto) | Sastav hrvatske rukometne reprezentacije na SP na Islandu 1995. (2. mjesto) | Sastav hrvatske rukometne reprezentacije na SP na Islandu 1995. (2. mjesto) |
| --- | --------------------------------------------------------------------------- | --------------------------------------------------------------------------- |
| |                                                                             |                                                                             |
| Goran Perkovac \| Irfan Smajlagić \| Alvaro Načinović \| Iztok Puc \| Zlatko Saračević \| Patrik Ćavar \| Ratko Tomljanović \| Vladimir Šola \| Valter Matošević \| Zvonimir Bilić \| Slavko Goluža \| Božidar Jović \| Venio Losert \| Boris Jarak \| Tomislav Farkaš \| Mirza Šarić \| izbornik: Zdravko Zovko |                                                                             |                                                                             |

| Sastav hrvatske rukometne reprezentacije na EP u Portugalu 1994. (3. mjesto) | Sastav hrvatske rukometne reprezentacije na EP u Portugalu 1994. (3. mjesto) | Sastav hrvatske rukometne reprezentacije na EP u Portugalu 1994. (3. mjesto) |
| --- | ---------------------------------------------------------------------------- | ---------------------------------------------------------------------------- |
| |                                                                              |                                                                              |
| 1 Tonči Peribonio \| 2 Vladimir Jelčić \| 3 Goran Perkovac \| 4 Irfan Smajlagić \| 5 Bruno Gudelj \| 6 Alvaro Načinović (kapetan) \| 7 Ivica Obrvan \| 8 Zvonimir Bilić \| 9 Nenad Kljaić \| 10 Iztok Puc \| 11 Darko Franović \| 12 Vlado Šola \| 13 Patrik Ćavar \| 14 Ratko Tomljanović \| 15 Slavko Goluža \| 16 Valter Matošević \| 19 Zlatko Saračević \| Izbornik: Zdravko Zovko |                                                                              |                                                                              |

| Sastav hrvatske rukometne reprezentacije na EP u Portugalu 1994. (3. mjesto) | Sastav hrvatske rukometne reprezentacije na EP u Portugalu 1994. (3. mjesto) | Sastav hrvatske rukometne reprezentacije na EP u Portugalu 1994. (3. mjesto) |
| --- | ---------------------------------------------------------------------------- | ---------------------------------------------------------------------------- |
| |                                                                              |                                                                              |
| 1 Tonči Peribonio \| 2 Vladimir Jelčić \| 3 Goran Perkovac \| 4 Irfan Smajlagić \| 5 Bruno Gudelj \| 6 Alvaro Načinović (kapetan) \| 7 Ivica Obrvan \| 8 Zvonimir Bilić \| 9 Nenad Kljaić \| 10 Iztok Puc \| 11 Darko Franović \| 12 Vlado Šola \| 13 Patrik Ćavar \| 14 Ratko Tomljanović \| 15 Slavko Goluža \| 16 Valter Matošević \| 19 Zlatko Saračević \| Izbornik: Zdravko Zovko |                                                                              |                                                                              |

| Sastav hrvatske rukometne reprezentacije na OI u Ateni 2004. (prvaci) | Sastav hrvatske rukometne reprezentacije na OI u Ateni 2004. (prvaci) | Sastav hrvatske rukometne reprezentacije na OI u Ateni 2004. (prvaci) |
| --- | --------------------------------------------------------------------- | --------------------------------------------------------------------- |
| |                                                                       |                                                                       |
| Ivano Balić \| Davor Dominiković \| Mirza Džomba \| Slavko Goluža \| Nikša Kaleb \| Blaženko Lacković \| Venio Losert \| Valter Matošević \| Petar Metličić \| Vlado Šola \| Denis Špoljarić \| Goran Šprem \| Igor Vori \| Drago Vuković \| Vedran Zrnić \| izbornik: Lino Červar |                                                                       |                                                                       |

| Sastav hrvatske rukometne reprezentacije na OI u Ateni 2004. (prvaci) | Sastav hrvatske rukometne reprezentacije na OI u Ateni 2004. (prvaci) | Sastav hrvatske rukometne reprezentacije na OI u Ateni 2004. (prvaci) |
| --- | --------------------------------------------------------------------- | --------------------------------------------------------------------- |
| |                                                                       |                                                                       |
| Ivano Balić \| Davor Dominiković \| Mirza Džomba \| Slavko Goluža \| Nikša Kaleb \| Blaženko Lacković \| Venio Losert \| Valter Matošević \| Petar Metličić \| Vlado Šola \| Denis Špoljarić \| Goran Šprem \| Igor Vori \| Drago Vuković \| Vedran Zrnić \| izbornik: Lino Červar |                                                                       |                                                                       |

| Sastav hrvatske rukometne reprezentacije na EP u Sloveniji 2004. (4. mjesto) | Sastav hrvatske rukometne reprezentacije na EP u Sloveniji 2004. (4. mjesto) | Sastav hrvatske rukometne reprezentacije na EP u Sloveniji 2004. (4. mjesto) |
| --- | ---------------------------------------------------------------------------- | ---------------------------------------------------------------------------- |
| |                                                                              |                                                                              |
| 1 Mario Kelentrić \| 2 Nikša Kaleb \| 3 Renato Sulić \| 4 Ivano Balić \| 5 Ivan Vukas \| 6 Blaženko Lacković \| 7 Vedran Zrnić \| 9 Igor Vori \| 10 Davor Dominiković \| 11 Mirza Džomba \| 12 Vlado Šola \| 14 Tonči Valčić \| 15 Slavko Goluža \| 16 Valter Matošević \| 18 Denis Špoljarić \| 19 Petar Metličić \| Izbornik: Lino Červar |                                                                              |                                                                              |

| Sastav hrvatske rukometne reprezentacije na EP u Sloveniji 2004. (4. mjesto) | Sastav hrvatske rukometne reprezentacije na EP u Sloveniji 2004. (4. mjesto) | Sastav hrvatske rukometne reprezentacije na EP u Sloveniji 2004. (4. mjesto) |
| --- | ---------------------------------------------------------------------------- | ---------------------------------------------------------------------------- |
| |                                                                              |                                                                              |
| 1 Mario Kelentrić \| 2 Nikša Kaleb \| 3 Renato Sulić \| 4 Ivano Balić \| 5 Ivan Vukas \| 6 Blaženko Lacković \| 7 Vedran Zrnić \| 9 Igor Vori \| 10 Davor Dominiković \| 11 Mirza Džomba \| 12 Vlado Šola \| 14 Tonči Valčić \| 15 Slavko Goluža \| 16 Valter Matošević \| 18 Denis Špoljarić \| 19 Petar Metličić \| Izbornik: Lino Červar |                                                                              |                                                                              |

| Sastav hrvatske rukometne reprezentacije na SP u Portugalu 2003. (prvaci) | Sastav hrvatske rukometne reprezentacije na SP u Portugalu 2003. (prvaci) | Sastav hrvatske rukometne reprezentacije na SP u Portugalu 2003. (prvaci) |
| --- | ------------------------------------------------------------------------- | ------------------------------------------------------------------------- |
| |                                                                           |                                                                           |
| Ivano Balić \| Davor Dominiković \| Mirza Džomba \| Slavko Goluža \| Božidar Jović \| Nikša Kaleb \| Mario Kelentrić \| Blaženko Lacković \| Valter Matošević \| Petar Metličić \| Vlado Šola \| Denis Špoljarić \| Goran Šprem \| Renato Sulić \| Tonči Valčić \| Igor Vori \| Vedran Zrnić \| izbornik: Lino Červar |                                                                           |                                                                           |

| Sastav hrvatske rukometne reprezentacije na SP u Portugalu 2003. (prvaci) | Sastav hrvatske rukometne reprezentacije na SP u Portugalu 2003. (prvaci) | Sastav hrvatske rukometne reprezentacije na SP u Portugalu 2003. (prvaci) |
| --- | ------------------------------------------------------------------------- | ------------------------------------------------------------------------- |
| |                                                                           |                                                                           |
| Ivano Balić \| Davor Dominiković \| Mirza Džomba \| Slavko Goluža \| Božidar Jović \| Nikša Kaleb \| Mario Kelentrić \| Blaženko Lacković \| Valter Matošević \| Petar Metličić \| Vlado Šola \| Denis Špoljarić \| Goran Šprem \| Renato Sulić \| Tonči Valčić \| Igor Vori \| Vedran Zrnić \| izbornik: Lino Červar |                                                                           |                                                                           |

| Sastav hrvatske rukometne reprezentacije na EP u Švedskoj 2002. (16. mjesto) | Sastav hrvatske rukometne reprezentacije na EP u Švedskoj 2002. (16. mjesto) | Sastav hrvatske rukometne reprezentacije na EP u Švedskoj 2002. (16. mjesto) |
| --- | ---------------------------------------------------------------------------- | ---------------------------------------------------------------------------- |
| |                                                                              |                                                                              |
| Ivano Balić \| Tihomir Baltić \| Zvonimir Bilić \| Davor Dominiković \| Mirza Džomba \| Kapetan: Slavko Goluža \| Božidar Jović \| Mario Kelentrić \| Igor Kos \| Valter Matošević \| Petar Metličić \| Renato Sulić \| Goran Šprem \| Tonči Valčić \| Vedran Zrnić \| izbornik: Josip Milković |                                                                              |                                                                              |

| Sastav hrvatske rukometne reprezentacije na EP u Švedskoj 2002. (16. mjesto) | Sastav hrvatske rukometne reprezentacije na EP u Švedskoj 2002. (16. mjesto) | Sastav hrvatske rukometne reprezentacije na EP u Švedskoj 2002. (16. mjesto) |
| --- | ---------------------------------------------------------------------------- | ---------------------------------------------------------------------------- |
| |                                                                              |                                                                              |
| Ivano Balić \| Tihomir Baltić \| Zvonimir Bilić \| Davor Dominiković \| Mirza Džomba \| Kapetan: Slavko Goluža \| Božidar Jović \| Mario Kelentrić \| Igor Kos \| Valter Matošević \| Petar Metličić \| Renato Sulić \| Goran Šprem \| Tonči Valčić \| Vedran Zrnić \| izbornik: Josip Milković |                                                                              |                                                                              |

| Sastav hrvatske rukometne reprezentacije na MI u Tunisu 2001. (prvaci) | Sastav hrvatske rukometne reprezentacije na MI u Tunisu 2001. (prvaci) | Sastav hrvatske rukometne reprezentacije na MI u Tunisu 2001. (prvaci) |
| --- | ---------------------------------------------------------------------- | ---------------------------------------------------------------------- |
| |                                                                        |                                                                        |
| Ivano Balić \| Tihomir Baltić \| Zvonimir Bilić \| Davor Dominiković \| Mirza Džomba \| Slavko Goluža \| Božidar Jović \| Mario Kelentrić \| Igor Kos \| Blaženko Lacković \| Valter Matošević \| Petar Metličić \| Diego Modrušan \| Goran Šprem \| Renato Sulić \| Vedran Zrnić \| izbornik: Josip Milković |                                                                        |                                                                        |

| Sastav hrvatske rukometne reprezentacije na MI u Tunisu 2001. (prvaci) | Sastav hrvatske rukometne reprezentacije na MI u Tunisu 2001. (prvaci) | Sastav hrvatske rukometne reprezentacije na MI u Tunisu 2001. (prvaci) |
| --- | ---------------------------------------------------------------------- | ---------------------------------------------------------------------- |
| |                                                                        |                                                                        |
| Ivano Balić \| Tihomir Baltić \| Zvonimir Bilić \| Davor Dominiković \| Mirza Džomba \| Slavko Goluža \| Božidar Jović \| Mario Kelentrić \| Igor Kos \| Blaženko Lacković \| Valter Matošević \| Petar Metličić \| Diego Modrušan \| Goran Šprem \| Renato Sulić \| Vedran Zrnić \| izbornik: Josip Milković |                                                                        |                                                                        |

| Sastav hrvatske rukometne reprezentacije na SP u Francuskoj 2001. (9. mjesto) | Sastav hrvatske rukometne reprezentacije na SP u Francuskoj 2001. (9. mjesto) | Sastav hrvatske rukometne reprezentacije na SP u Francuskoj 2001. (9. mjesto) |
| --- | ----------------------------------------------------------------------------- | ----------------------------------------------------------------------------- |
| |                                                                               |                                                                               |
| Zvonimir Bilić \| Patrik Ćavar \| Davor Dominiković \| Mirza Džomba \| Kapetan: Slavko Goluža \| Božidar Jović \| Nikša Kaleb \| Mario Kelentrić \| Nenad Kljaić \| Venio Losert \| Valter Matošević \| Petar Metličić \| Zoran Mikulić \| Renato Sulić \| Tonči Valčić \| Vedran Zrnić \| izbornik: Josip Milković |                                                                               |                                                                               |

| Sastav hrvatske rukometne reprezentacije na SP u Francuskoj 2001. (9. mjesto) | Sastav hrvatske rukometne reprezentacije na SP u Francuskoj 2001. (9. mjesto) | Sastav hrvatske rukometne reprezentacije na SP u Francuskoj 2001. (9. mjesto) |
| --- | ----------------------------------------------------------------------------- | ----------------------------------------------------------------------------- |
| |                                                                               |                                                                               |
| Zvonimir Bilić \| Patrik Ćavar \| Davor Dominiković \| Mirza Džomba \| Kapetan: Slavko Goluža \| Božidar Jović \| Nikša Kaleb \| Mario Kelentrić \| Nenad Kljaić \| Venio Losert \| Valter Matošević \| Petar Metličić \| Zoran Mikulić \| Renato Sulić \| Tonči Valčić \| Vedran Zrnić \| izbornik: Josip Milković |                                                                               |                                                                               |

| Sastav hrvatske rukometne reprezentacije na EP u Hrvatskoj 2000. (6. mjesto) | Sastav hrvatske rukometne reprezentacije na EP u Hrvatskoj 2000. (6. mjesto) | Sastav hrvatske rukometne reprezentacije na EP u Hrvatskoj 2000. (6. mjesto) |
| --- | ---------------------------------------------------------------------------- | ---------------------------------------------------------------------------- |
| |                                                                              |                                                                              |
| 1 Mirko Bašić \| 8 Zvonimir Bilić \| 11 Mirza Džomba \| 7 Tomislav Farkaš \| 15 Slavko Goluža \| 10 Bruno Gudelj \| 5 Božidar Jović \| 9 Nenad Kljaić \| 12 Venio Losert \| 16 Valter Matošević \| 20 Zoran Mikulić \| 3 Goran Perkovac \| 17 Zlatko Saračević \| 19 Irfan Smajlagić \| 4 Goran Šprem \| 14 Tonči Valčić \| Izbornik: Zdravko Zovko |                                                                              |                                                                              |

| Sastav hrvatske rukometne reprezentacije na EP u Hrvatskoj 2000. (6. mjesto) | Sastav hrvatske rukometne reprezentacije na EP u Hrvatskoj 2000. (6. mjesto) | Sastav hrvatske rukometne reprezentacije na EP u Hrvatskoj 2000. (6. mjesto) |
| --- | ---------------------------------------------------------------------------- | ---------------------------------------------------------------------------- |
| |                                                                              |                                                                              |
| 1 Mirko Bašić \| 8 Zvonimir Bilić \| 11 Mirza Džomba \| 7 Tomislav Farkaš \| 15 Slavko Goluža \| 10 Bruno Gudelj \| 5 Božidar Jović \| 9 Nenad Kljaić \| 12 Venio Losert \| 16 Valter Matošević \| 20 Zoran Mikulić \| 3 Goran Perkovac \| 17 Zlatko Saračević \| 19 Irfan Smajlagić \| 4 Goran Šprem \| 14 Tonči Valčić \| Izbornik: Zdravko Zovko |                                                                              |                                                                              |

| Sastav hrvatske rukometne reprezentacije na SL u Njemačkoj 1999. (2. mjesto) | Sastav hrvatske rukometne reprezentacije na SL u Njemačkoj 1999. (2. mjesto) | Sastav hrvatske rukometne reprezentacije na SL u Njemačkoj 1999. (2. mjesto) |
| --- | ---------------------------------------------------------------------------- | ---------------------------------------------------------------------------- |
| |                                                                              |                                                                              |
| Mario Kelentrić \| Vladimir Jelčić \| Petar Metličić \| Božidar Jović \| Alvaro Načinović \| Tomislav Farkaš \| Vedran Zrnić \| Nenad Kljaić \| Tonči Valčić \| Mirza Džomba \| Ratko Tomljanović \| Slavko Goluža \| Valter Matošević \| Zoran Mikulić \| Denis Špoljarić \| Vladimir Šola \| izbornik: Zdravko Zovko |                                                                              |                                                                              |

| Sastav hrvatske rukometne reprezentacije na SL u Njemačkoj 1999. (2. mjesto) | Sastav hrvatske rukometne reprezentacije na SL u Njemačkoj 1999. (2. mjesto) | Sastav hrvatske rukometne reprezentacije na SL u Njemačkoj 1999. (2. mjesto) |
| --- | ---------------------------------------------------------------------------- | ---------------------------------------------------------------------------- |
| |                                                                              |                                                                              |
| Mario Kelentrić \| Vladimir Jelčić \| Petar Metličić \| Božidar Jović \| Alvaro Načinović \| Tomislav Farkaš \| Vedran Zrnić \| Nenad Kljaić \| Tonči Valčić \| Mirza Džomba \| Ratko Tomljanović \| Slavko Goluža \| Valter Matošević \| Zoran Mikulić \| Denis Špoljarić \| Vladimir Šola \| izbornik: Zdravko Zovko |                                                                              |                                                                              |

| Sastav hrvatske rukometne reprezentacije na EP u Italiji 1998. (8. mjesto) | Sastav hrvatske rukometne reprezentacije na EP u Italiji 1998. (8. mjesto) | Sastav hrvatske rukometne reprezentacije na EP u Italiji 1998. (8. mjesto) |
| --- | -------------------------------------------------------------------------- | -------------------------------------------------------------------------- |
| |                                                                            |                                                                            |
| Zvonimir Bilić \| Mario Bjeliš \| Neno Boban \| Milanko Čaprić \| Patrik Ćavar \| Davor Dominiković \| Mirza Džomba \| Tomislav Farkaš \| Slavko Goluža \| Silvio Ivandija \| Vladimir Jelčić \| Goran Jerković \| Božidar Jović \| Mario Kelentrić \| Nenad Kljaić \| Venio Losert \| Valter Matošević \| Zoran Mikulić \| Petar Metličić \| Alvaro Načinović \| Goran Perkovac \| Iztok Puc \| Zlatko Saračević \| Irfan Smajlagić \| Vladimir Šujster \| izbornik: Velimir Kljaić |                                                                            |                                                                            |

| Sastav hrvatske rukometne reprezentacije na EP u Italiji 1998. (8. mjesto) | Sastav hrvatske rukometne reprezentacije na EP u Italiji 1998. (8. mjesto) | Sastav hrvatske rukometne reprezentacije na EP u Italiji 1998. (8. mjesto) |
| --- | -------------------------------------------------------------------------- | -------------------------------------------------------------------------- |
| |                                                                            |                                                                            |
| Zvonimir Bilić \| Mario Bjeliš \| Neno Boban \| Milanko Čaprić \| Patrik Ćavar \| Davor Dominiković \| Mirza Džomba \| Tomislav Farkaš \| Slavko Goluža \| Silvio Ivandija \| Vladimir Jelčić \| Goran Jerković \| Božidar Jović \| Mario Kelentrić \| Nenad Kljaić \| Venio Losert \| Valter Matošević \| Zoran Mikulić \| Petar Metličić \| Alvaro Načinović \| Goran Perkovac \| Iztok Puc \| Zlatko Saračević \| Irfan Smajlagić \| Vladimir Šujster \| izbornik: Velimir Kljaić |                                                                            |                                                                            |

| Sastav hrvatske rukometne reprezentacije na MI u Bariju 1997. (prvaci) | Sastav hrvatske rukometne reprezentacije na MI u Bariju 1997. (prvaci) | Sastav hrvatske rukometne reprezentacije na MI u Bariju 1997. (prvaci) |
| --- | ---------------------------------------------------------------------- | ---------------------------------------------------------------------- |
| |                                                                        |                                                                        |
| Goran Perkovac \| Valter Matošević \| Valner Franković \| Božidar Jović \| Miro Barišić \| Mario Bjeliš \| Goran Jerković \| Mirza Džomba \| Enes Halkić \| Davor Dominiković \| Silvio Ivandija \| Igor Kos \| Dragan Jerković \| Neno Boban \| Mario Kelentrić \| Mladen Prskalo \| izbornik: Ilija Puljević |                                                                        |                                                                        |

| Sastav hrvatske rukometne reprezentacije na MI u Bariju 1997. (prvaci) | Sastav hrvatske rukometne reprezentacije na MI u Bariju 1997. (prvaci) | Sastav hrvatske rukometne reprezentacije na MI u Bariju 1997. (prvaci) |
| --- | ---------------------------------------------------------------------- | ---------------------------------------------------------------------- |
| |                                                                        |                                                                        |
| Goran Perkovac \| Valter Matošević \| Valner Franković \| Božidar Jović \| Miro Barišić \| Mario Bjeliš \| Goran Jerković \| Mirza Džomba \| Enes Halkić \| Davor Dominiković \| Silvio Ivandija \| Igor Kos \| Dragan Jerković \| Neno Boban \| Mario Kelentrić \| Mladen Prskalo \| izbornik: Ilija Puljević |                                                                        |                                                                        |

| Sastav hrvatske rukometne reprezentacije na OI u Atlanti 1996. (prvaci) | Sastav hrvatske rukometne reprezentacije na OI u Atlanti 1996. (prvaci) | Sastav hrvatske rukometne reprezentacije na OI u Atlanti 1996. (prvaci) |
| --- | ----------------------------------------------------------------------- | ----------------------------------------------------------------------- |
| |                                                                         |                                                                         |
| Patrik Ćavar \| Valner Franković \| Slavko Goluža \| Bruno Gudelj \| Vladimir Jelčić \| Božidar Jović \| Nenad Kljaić \| Venio Losert \| Valter Matošević \| Zoran Mikulić \| Alvaro Načinović \| Goran Perkovac \| Iztok Puc \| Zlatko Saračević \| Irfan Smajlagić \| Vladimir Šujster \| izbornik: Velimir Kljaić |                                                                         |                                                                         |

| Sastav hrvatske rukometne reprezentacije na OI u Atlanti 1996. (prvaci) | Sastav hrvatske rukometne reprezentacije na OI u Atlanti 1996. (prvaci) | Sastav hrvatske rukometne reprezentacije na OI u Atlanti 1996. (prvaci) |
| --- | ----------------------------------------------------------------------- | ----------------------------------------------------------------------- |
| |                                                                         |                                                                         |
| Patrik Ćavar \| Valner Franković \| Slavko Goluža \| Bruno Gudelj \| Vladimir Jelčić \| Božidar Jović \| Nenad Kljaić \| Venio Losert \| Valter Matošević \| Zoran Mikulić \| Alvaro Načinović \| Goran Perkovac \| Iztok Puc \| Zlatko Saračević \| Irfan Smajlagić \| Vladimir Šujster \| izbornik: Velimir Kljaić |                                                                         |                                                                         |

| Sastav hrvatske rukometne reprezentacije na SP na Islandu 1995. (2. mjesto) | Sastav hrvatske rukometne reprezentacije na SP na Islandu 1995. (2. mjesto) | Sastav hrvatske rukometne reprezentacije na SP na Islandu 1995. (2. mjesto) |
| --- | --------------------------------------------------------------------------- | --------------------------------------------------------------------------- |
| |                                                                             |                                                                             |
| Goran Perkovac \| Irfan Smajlagić \| Alvaro Načinović \| Iztok Puc \| Zlatko Saračević \| Patrik Ćavar \| Ratko Tomljanović \| Vladimir Šola \| Valter Matošević \| Zvonimir Bilić \| Slavko Goluža \| Božidar Jović \| Venio Losert \| Boris Jarak \| Tomislav Farkaš \| Mirza Šarić \| izbornik: Zdravko Zovko |                                                                             |                                                                             |

| Sastav hrvatske rukometne reprezentacije na SP na Islandu 1995. (2. mjesto) | Sastav hrvatske rukometne reprezentacije na SP na Islandu 1995. (2. mjesto) | Sastav hrvatske rukometne reprezentacije na SP na Islandu 1995. (2. mjesto) |
| --- | --------------------------------------------------------------------------- | --------------------------------------------------------------------------- |
| |                                                                             |                                                                             |
| Goran Perkovac \| Irfan Smajlagić \| Alvaro Načinović \| Iztok Puc \| Zlatko Saračević \| Patrik Ćavar \| Ratko Tomljanović \| Vladimir Šola \| Valter Matošević \| Zvonimir Bilić \| Slavko Goluža \| Božidar Jović \| Venio Losert \| Boris Jarak \| Tomislav Farkaš \| Mirza Šarić \| izbornik: Zdravko Zovko |                                                                             |                                                                             |

| Sastav hrvatske rukometne reprezentacije na EP u Portugalu 1994. (3. mjesto) | Sastav hrvatske rukometne reprezentacije na EP u Portugalu 1994. (3. mjesto) | Sastav hrvatske rukometne reprezentacije na EP u Portugalu 1994. (3. mjesto) |
| --- | ---------------------------------------------------------------------------- | ---------------------------------------------------------------------------- |
| |                                                                              |                                                                              |
| 1 Tonči Peribonio \| 2 Vladimir Jelčić \| 3 Goran Perkovac \| 4 Irfan Smajlagić \| 5 Bruno Gudelj \| 6 Alvaro Načinović (kapetan) \| 7 Ivica Obrvan \| 8 Zvonimir Bilić \| 9 Nenad Kljaić \| 10 Iztok Puc \| 11 Darko Franović \| 12 Vlado Šola \| 13 Patrik Ćavar \| 14 Ratko Tomljanović \| 15 Slavko Goluža \| 16 Valter Matošević \| 19 Zlatko Saračević \| Izbornik: Zdravko Zovko |                                                                              |                                                                              |

| Sastav hrvatske rukometne reprezentacije na EP u Portugalu 1994. (3. mjesto) | Sastav hrvatske rukometne reprezentacije na EP u Portugalu 1994. (3. mjesto) | Sastav hrvatske rukometne reprezentacije na EP u Portugalu 1994. (3. mjesto) |
| --- | ---------------------------------------------------------------------------- | ---------------------------------------------------------------------------- |
| |                                                                              |                                                                              |
| 1 Tonči Peribonio \| 2 Vladimir Jelčić \| 3 Goran Perkovac \| 4 Irfan Smajlagić \| 5 Bruno Gudelj \| 6 Alvaro Načinović (kapetan) \| 7 Ivica Obrvan \| 8 Zvonimir Bilić \| 9 Nenad Kljaić \| 10 Iztok Puc \| 11 Darko Franović \| 12 Vlado Šola \| 13 Patrik Ćavar \| 14 Ratko Tomljanović \| 15 Slavko Goluža \| 16 Valter Matošević \| 19 Zlatko Saračević \| Izbornik: Zdravko Zovko |                                                                              |                                                                              |

| Sastav hrvatske rukometne reprezentacije na OI u Ateni 2004. (prvaci) | Sastav hrvatske rukometne reprezentacije na OI u Ateni 2004. (prvaci) | Sastav hrvatske rukometne reprezentacije na OI u Ateni 2004. (prvaci) |
| --- | --------------------------------------------------------------------- | --------------------------------------------------------------------- |
| |                                                                       |                                                                       |
| Ivano Balić \| Davor Dominiković \| Mirza Džomba \| Slavko Goluža \| Nikša Kaleb \| Blaženko Lacković \| Venio Losert \| Valter Matošević \| Petar Metličić \| Vlado Šola \| Denis Špoljarić \| Goran Šprem \| Igor Vori \| Drago Vuković \| Vedran Zrnić \| izbornik: Lino Červar |                                                                       |                                                                       |

| Sastav hrvatske rukometne reprezentacije na OI u Ateni 2004. (prvaci) | Sastav hrvatske rukometne reprezentacije na OI u Ateni 2004. (prvaci) | Sastav hrvatske rukometne reprezentacije na OI u Ateni 2004. (prvaci) |
| --- | --------------------------------------------------------------------- | --------------------------------------------------------------------- |
| |                                                                       |                                                                       |
| Ivano Balić \| Davor Dominiković \| Mirza Džomba \| Slavko Goluža \| Nikša Kaleb \| Blaženko Lacković \| Venio Losert \| Valter Matošević \| Petar Metličić \| Vlado Šola \| Denis Špoljarić \| Goran Šprem \| Igor Vori \| Drago Vuković \| Vedran Zrnić \| izbornik: Lino Červar |                                                                       |                                                                       |

| Sastav hrvatske rukometne reprezentacije na EP u Sloveniji 2004. (4. mjesto) | Sastav hrvatske rukometne reprezentacije na EP u Sloveniji 2004. (4. mjesto) | Sastav hrvatske rukometne reprezentacije na EP u Sloveniji 2004. (4. mjesto) |
| --- | ---------------------------------------------------------------------------- | ---------------------------------------------------------------------------- |
| |                                                                              |                                                                              |
| 1 Mario Kelentrić \| 2 Nikša Kaleb \| 3 Renato Sulić \| 4 Ivano Balić \| 5 Ivan Vukas \| 6 Blaženko Lacković \| 7 Vedran Zrnić \| 9 Igor Vori \| 10 Davor Dominiković \| 11 Mirza Džomba \| 12 Vlado Šola \| 14 Tonči Valčić \| 15 Slavko Goluža \| 16 Valter Matošević \| 18 Denis Špoljarić \| 19 Petar Metličić \| Izbornik: Lino Červar |                                                                              |                                                                              |

| Sastav hrvatske rukometne reprezentacije na EP u Sloveniji 2004. (4. mjesto) | Sastav hrvatske rukometne reprezentacije na EP u Sloveniji 2004. (4. mjesto) | Sastav hrvatske rukometne reprezentacije na EP u Sloveniji 2004. (4. mjesto) |
| --- | ---------------------------------------------------------------------------- | ---------------------------------------------------------------------------- |
| |                                                                              |                                                                              |
| 1 Mario Kelentrić \| 2 Nikša Kaleb \| 3 Renato Sulić \| 4 Ivano Balić \| 5 Ivan Vukas \| 6 Blaženko Lacković \| 7 Vedran Zrnić \| 9 Igor Vori \| 10 Davor Dominiković \| 11 Mirza Džomba \| 12 Vlado Šola \| 14 Tonči Valčić \| 15 Slavko Goluža \| 16 Valter Matošević \| 18 Denis Špoljarić \| 19 Petar Metličić \| Izbornik: Lino Červar |                                                                              |                                                                              |

| Sastav hrvatske rukometne reprezentacije na SP u Portugalu 2003. (prvaci) | Sastav hrvatske rukometne reprezentacije na SP u Portugalu 2003. (prvaci) | Sastav hrvatske rukometne reprezentacije na SP u Portugalu 2003. (prvaci) |
| --- | ------------------------------------------------------------------------- | ------------------------------------------------------------------------- |
| |                                                                           |                                                                           |
| Ivano Balić \| Davor Dominiković \| Mirza Džomba \| Slavko Goluža \| Božidar Jović \| Nikša Kaleb \| Mario Kelentrić \| Blaženko Lacković \| Valter Matošević \| Petar Metličić \| Vlado Šola \| Denis Špoljarić \| Goran Šprem \| Renato Sulić \| Tonči Valčić \| Igor Vori \| Vedran Zrnić \| izbornik: Lino Červar |                                                                           |                                                                           |

| Sastav hrvatske rukometne reprezentacije na SP u Portugalu 2003. (prvaci) | Sastav hrvatske rukometne reprezentacije na SP u Portugalu 2003. (prvaci) | Sastav hrvatske rukometne reprezentacije na SP u Portugalu 2003. (prvaci) |
| --- | ------------------------------------------------------------------------- | ------------------------------------------------------------------------- |
| |                                                                           |                                                                           |
| Ivano Balić \| Davor Dominiković \| Mirza Džomba \| Slavko Goluža \| Božidar Jović \| Nikša Kaleb \| Mario Kelentrić \| Blaženko Lacković \| Valter Matošević \| Petar Metličić \| Vlado Šola \| Denis Špoljarić \| Goran Šprem \| Renato Sulić \| Tonči Valčić \| Igor Vori \| Vedran Zrnić \| izbornik: Lino Červar |                                                                           |                                                                           |

| Sastav hrvatske rukometne reprezentacije na EP u Švedskoj 2002. (16. mjesto) | Sastav hrvatske rukometne reprezentacije na EP u Švedskoj 2002. (16. mjesto) | Sastav hrvatske rukometne reprezentacije na EP u Švedskoj 2002. (16. mjesto) |
| --- | ---------------------------------------------------------------------------- | ---------------------------------------------------------------------------- |
| |                                                                              |                                                                              |
| Ivano Balić \| Tihomir Baltić \| Zvonimir Bilić \| Davor Dominiković \| Mirza Džomba \| Kapetan: Slavko Goluža \| Božidar Jović \| Mario Kelentrić \| Igor Kos \| Valter Matošević \| Petar Metličić \| Renato Sulić \| Goran Šprem \| Tonči Valčić \| Vedran Zrnić \| izbornik: Josip Milković |                                                                              |                                                                              |

| Sastav hrvatske rukometne reprezentacije na EP u Švedskoj 2002. (16. mjesto) | Sastav hrvatske rukometne reprezentacije na EP u Švedskoj 2002. (16. mjesto) | Sastav hrvatske rukometne reprezentacije na EP u Švedskoj 2002. (16. mjesto) |
| --- | ---------------------------------------------------------------------------- | ---------------------------------------------------------------------------- |
| |                                                                              |                                                                              |
| Ivano Balić \| Tihomir Baltić \| Zvonimir Bilić \| Davor Dominiković \| Mirza Džomba \| Kapetan: Slavko Goluža \| Božidar Jović \| Mario Kelentrić \| Igor Kos \| Valter Matošević \| Petar Metličić \| Renato Sulić \| Goran Šprem \| Tonči Valčić \| Vedran Zrnić \| izbornik: Josip Milković |                                                                              |                                                                              |

| Sastav hrvatske rukometne reprezentacije na MI u Tunisu 2001. (prvaci) | Sastav hrvatske rukometne reprezentacije na MI u Tunisu 2001. (prvaci) | Sastav hrvatske rukometne reprezentacije na MI u Tunisu 2001. (prvaci) |
| --- | ---------------------------------------------------------------------- | ---------------------------------------------------------------------- |
| |                                                                        |                                                                        |
| Ivano Balić \| Tihomir Baltić \| Zvonimir Bilić \| Davor Dominiković \| Mirza Džomba \| Slavko Goluža \| Božidar Jović \| Mario Kelentrić \| Igor Kos \| Blaženko Lacković \| Valter Matošević \| Petar Metličić \| Diego Modrušan \| Goran Šprem \| Renato Sulić \| Vedran Zrnić \| izbornik: Josip Milković |                                                                        |                                                                        |

| Sastav hrvatske rukometne reprezentacije na MI u Tunisu 2001. (prvaci) | Sastav hrvatske rukometne reprezentacije na MI u Tunisu 2001. (prvaci) | Sastav hrvatske rukometne reprezentacije na MI u Tunisu 2001. (prvaci) |
| --- | ---------------------------------------------------------------------- | ---------------------------------------------------------------------- |
| |                                                                        |                                                                        |
| Ivano Balić \| Tihomir Baltić \| Zvonimir Bilić \| Davor Dominiković \| Mirza Džomba \| Slavko Goluža \| Božidar Jović \| Mario Kelentrić \| Igor Kos \| Blaženko Lacković \| Valter Matošević \| Petar Metličić \| Diego Modrušan \| Goran Šprem \| Renato Sulić \| Vedran Zrnić \| izbornik: Josip Milković |                                                                        |                                                                        |

| Sastav hrvatske rukometne reprezentacije na SP u Francuskoj 2001. (9. mjesto) | Sastav hrvatske rukometne reprezentacije na SP u Francuskoj 2001. (9. mjesto) | Sastav hrvatske rukometne reprezentacije na SP u Francuskoj 2001. (9. mjesto) |
| --- | ----------------------------------------------------------------------------- | ----------------------------------------------------------------------------- |
| |                                                                               |                                                                               |
| Zvonimir Bilić \| Patrik Ćavar \| Davor Dominiković \| Mirza Džomba \| Kapetan: Slavko Goluža \| Božidar Jović \| Nikša Kaleb \| Mario Kelentrić \| Nenad Kljaić \| Venio Losert \| Valter Matošević \| Petar Metličić \| Zoran Mikulić \| Renato Sulić \| Tonči Valčić \| Vedran Zrnić \| izbornik: Josip Milković |                                                                               |                                                                               |

| Sastav hrvatske rukometne reprezentacije na SP u Francuskoj 2001. (9. mjesto) | Sastav hrvatske rukometne reprezentacije na SP u Francuskoj 2001. (9. mjesto) | Sastav hrvatske rukometne reprezentacije na SP u Francuskoj 2001. (9. mjesto) |
| --- | ----------------------------------------------------------------------------- | ----------------------------------------------------------------------------- |
| |                                                                               |                                                                               |
| Zvonimir Bilić \| Patrik Ćavar \| Davor Dominiković \| Mirza Džomba \| Kapetan: Slavko Goluža \| Božidar Jović \| Nikša Kaleb \| Mario Kelentrić \| Nenad Kljaić \| Venio Losert \| Valter Matošević \| Petar Metličić \| Zoran Mikulić \| Renato Sulić \| Tonči Valčić \| Vedran Zrnić \| izbornik: Josip Milković |                                                                               |                                                                               |

| Sastav hrvatske rukometne reprezentacije na EP u Hrvatskoj 2000. (6. mjesto) | Sastav hrvatske rukometne reprezentacije na EP u Hrvatskoj 2000. (6. mjesto) | Sastav hrvatske rukometne reprezentacije na EP u Hrvatskoj 2000. (6. mjesto) |
| --- | ---------------------------------------------------------------------------- | ---------------------------------------------------------------------------- |
| |                                                                              |                                                                              |
| 1 Mirko Bašić \| 8 Zvonimir Bilić \| 11 Mirza Džomba \| 7 Tomislav Farkaš \| 15 Slavko Goluža \| 10 Bruno Gudelj \| 5 Božidar Jović \| 9 Nenad Kljaić \| 12 Venio Losert \| 16 Valter Matošević \| 20 Zoran Mikulić \| 3 Goran Perkovac \| 17 Zlatko Saračević \| 19 Irfan Smajlagić \| 4 Goran Šprem \| 14 Tonči Valčić \| Izbornik: Zdravko Zovko |                                                                              |                                                                              |

| Sastav hrvatske rukometne reprezentacije na EP u Hrvatskoj 2000. (6. mjesto) | Sastav hrvatske rukometne reprezentacije na EP u Hrvatskoj 2000. (6. mjesto) | Sastav hrvatske rukometne reprezentacije na EP u Hrvatskoj 2000. (6. mjesto) |
| --- | ---------------------------------------------------------------------------- | ---------------------------------------------------------------------------- |
| |                                                                              |                                                                              |
| 1 Mirko Bašić \| 8 Zvonimir Bilić \| 11 Mirza Džomba \| 7 Tomislav Farkaš \| 15 Slavko Goluža \| 10 Bruno Gudelj \| 5 Božidar Jović \| 9 Nenad Kljaić \| 12 Venio Losert \| 16 Valter Matošević \| 20 Zoran Mikulić \| 3 Goran Perkovac \| 17 Zlatko Saračević \| 19 Irfan Smajlagić \| 4 Goran Šprem \| 14 Tonči Valčić \| Izbornik: Zdravko Zovko |                                                                              |                                                                              |

| Sastav hrvatske rukometne reprezentacije na SL u Njemačkoj 1999. (2. mjesto) | Sastav hrvatske rukometne reprezentacije na SL u Njemačkoj 1999. (2. mjesto) | Sastav hrvatske rukometne reprezentacije na SL u Njemačkoj 1999. (2. mjesto) |
| --- | ---------------------------------------------------------------------------- | ---------------------------------------------------------------------------- |
| |                                                                              |                                                                              |
| Mario Kelentrić \| Vladimir Jelčić \| Petar Metličić \| Božidar Jović \| Alvaro Načinović \| Tomislav Farkaš \| Vedran Zrnić \| Nenad Kljaić \| Tonči Valčić \| Mirza Džomba \| Ratko Tomljanović \| Slavko Goluža \| Valter Matošević \| Zoran Mikulić \| Denis Špoljarić \| Vladimir Šola \| izbornik: Zdravko Zovko |                                                                              |                                                                              |

| Sastav hrvatske rukometne reprezentacije na SL u Njemačkoj 1999. (2. mjesto) | Sastav hrvatske rukometne reprezentacije na SL u Njemačkoj 1999. (2. mjesto) | Sastav hrvatske rukometne reprezentacije na SL u Njemačkoj 1999. (2. mjesto) |
| --- | ---------------------------------------------------------------------------- | ---------------------------------------------------------------------------- |
| |                                                                              |                                                                              |
| Mario Kelentrić \| Vladimir Jelčić \| Petar Metličić \| Božidar Jović \| Alvaro Načinović \| Tomislav Farkaš \| Vedran Zrnić \| Nenad Kljaić \| Tonči Valčić \| Mirza Džomba \| Ratko Tomljanović \| Slavko Goluža \| Valter Matošević \| Zoran Mikulić \| Denis Špoljarić \| Vladimir Šola \| izbornik: Zdravko Zovko |                                                                              |                                                                              |

| Sastav hrvatske rukometne reprezentacije na EP u Italiji 1998. (8. mjesto) | Sastav hrvatske rukometne reprezentacije na EP u Italiji 1998. (8. mjesto) | Sastav hrvatske rukometne reprezentacije na EP u Italiji 1998. (8. mjesto) |
| --- | -------------------------------------------------------------------------- | -------------------------------------------------------------------------- |
| |                                                                            |                                                                            |
| Zvonimir Bilić \| Mario Bjeliš \| Neno Boban \| Milanko Čaprić \| Patrik Ćavar \| Davor Dominiković \| Mirza Džomba \| Tomislav Farkaš \| Slavko Goluža \| Silvio Ivandija \| Vladimir Jelčić \| Goran Jerković \| Božidar Jović \| Mario Kelentrić \| Nenad Kljaić \| Venio Losert \| Valter Matošević \| Zoran Mikulić \| Petar Metličić \| Alvaro Načinović \| Goran Perkovac \| Iztok Puc \| Zlatko Saračević \| Irfan Smajlagić \| Vladimir Šujster \| izbornik: Velimir Kljaić |                                                                            |                                                                            |

| Sastav hrvatske rukometne reprezentacije na EP u Italiji 1998. (8. mjesto) | Sastav hrvatske rukometne reprezentacije na EP u Italiji 1998. (8. mjesto) | Sastav hrvatske rukometne reprezentacije na EP u Italiji 1998. (8. mjesto) |
| --- | -------------------------------------------------------------------------- | -------------------------------------------------------------------------- |
| |                                                                            |                                                                            |
| Zvonimir Bilić \| Mario Bjeliš \| Neno Boban \| Milanko Čaprić \| Patrik Ćavar \| Davor Dominiković \| Mirza Džomba \| Tomislav Farkaš \| Slavko Goluža \| Silvio Ivandija \| Vladimir Jelčić \| Goran Jerković \| Božidar Jović \| Mario Kelentrić \| Nenad Kljaić \| Venio Losert \| Valter Matošević \| Zoran Mikulić \| Petar Metličić \| Alvaro Načinović \| Goran Perkovac \| Iztok Puc \| Zlatko Saračević \| Irfan Smajlagić \| Vladimir Šujster \| izbornik: Velimir Kljaić |                                                                            |                                                                            |

| Sastav hrvatske rukometne reprezentacije na MI u Bariju 1997. (prvaci) | Sastav hrvatske rukometne reprezentacije na MI u Bariju 1997. (prvaci) | Sastav hrvatske rukometne reprezentacije na MI u Bariju 1997. (prvaci) |
| --- | ---------------------------------------------------------------------- | ---------------------------------------------------------------------- |
| |                                                                        |                                                                        |
| Goran Perkovac \| Valter Matošević \| Valner Franković \| Božidar Jović \| Miro Barišić \| Mario Bjeliš \| Goran Jerković \| Mirza Džomba \| Enes Halkić \| Davor Dominiković \| Silvio Ivandija \| Igor Kos \| Dragan Jerković \| Neno Boban \| Mario Kelentrić \| Mladen Prskalo \| izbornik: Ilija Puljević |                                                                        |                                                                        |

| Sastav hrvatske rukometne reprezentacije na MI u Bariju 1997. (prvaci) | Sastav hrvatske rukometne reprezentacije na MI u Bariju 1997. (prvaci) | Sastav hrvatske rukometne reprezentacije na MI u Bariju 1997. (prvaci) |
| --- | ---------------------------------------------------------------------- | ---------------------------------------------------------------------- |
| |                                                                        |                                                                        |
| Goran Perkovac \| Valter Matošević \| Valner Franković \| Božidar Jović \| Miro Barišić \| Mario Bjeliš \| Goran Jerković \| Mirza Džomba \| Enes Halkić \| Davor Dominiković \| Silvio Ivandija \| Igor Kos \| Dragan Jerković \| Neno Boban \| Mario Kelentrić \| Mladen Prskalo \| izbornik: Ilija Puljević |                                                                        |                                                                        |

| Sastav hrvatske rukometne reprezentacije na OI u Atlanti 1996. (prvaci) | Sastav hrvatske rukometne reprezentacije na OI u Atlanti 1996. (prvaci) | Sastav hrvatske rukometne reprezentacije na OI u Atlanti 1996. (prvaci) |
| --- | ----------------------------------------------------------------------- | ----------------------------------------------------------------------- |
| |                                                                         |                                                                         |
| Patrik Ćavar \| Valner Franković \| Slavko Goluža \| Bruno Gudelj \| Vladimir Jelčić \| Božidar Jović \| Nenad Kljaić \| Venio Losert \| Valter Matošević \| Zoran Mikulić \| Alvaro Načinović \| Goran Perkovac \| Iztok Puc \| Zlatko Saračević \| Irfan Smajlagić \| Vladimir Šujster \| izbornik: Velimir Kljaić |                                                                         |                                                                         |

| Sastav hrvatske rukometne reprezentacije na OI u Atlanti 1996. (prvaci) | Sastav hrvatske rukometne reprezentacije na OI u Atlanti 1996. (prvaci) | Sastav hrvatske rukometne reprezentacije na OI u Atlanti 1996. (prvaci) |
| --- | ----------------------------------------------------------------------- | ----------------------------------------------------------------------- |
| |                                                                         |                                                                         |
| Patrik Ćavar \| Valner Franković \| Slavko Goluža \| Bruno Gudelj \| Vladimir Jelčić \| Božidar Jović \| Nenad Kljaić \| Venio Losert \| Valter Matošević \| Zoran Mikulić \| Alvaro Načinović \| Goran Perkovac \| Iztok Puc \| Zlatko Saračević \| Irfan Smajlagić \| Vladimir Šujster \| izbornik: Velimir Kljaić |                                                                         |                                                                         |

| Sastav hrvatske rukometne reprezentacije na SP na Islandu 1995. (2. mjesto) | Sastav hrvatske rukometne reprezentacije na SP na Islandu 1995. (2. mjesto) | Sastav hrvatske rukometne reprezentacije na SP na Islandu 1995. (2. mjesto) |
| --- | --------------------------------------------------------------------------- | --------------------------------------------------------------------------- |
| |                                                                             |                                                                             |
| Goran Perkovac \| Irfan Smajlagić \| Alvaro Načinović \| Iztok Puc \| Zlatko Saračević \| Patrik Ćavar \| Ratko Tomljanović \| Vladimir Šola \| Valter Matošević \| Zvonimir Bilić \| Slavko Goluža \| Božidar Jović \| Venio Losert \| Boris Jarak \| Tomislav Farkaš \| Mirza Šarić \| izbornik: Zdravko Zovko |                                                                             |                                                                             |

| Sastav hrvatske rukometne reprezentacije na SP na Islandu 1995. (2. mjesto) | Sastav hrvatske rukometne reprezentacije na SP na Islandu 1995. (2. mjesto) | Sastav hrvatske rukometne reprezentacije na SP na Islandu 1995. (2. mjesto) |
| --- | --------------------------------------------------------------------------- | --------------------------------------------------------------------------- |
| |                                                                             |                                                                             |
| Goran Perkovac \| Irfan Smajlagić \| Alvaro Načinović \| Iztok Puc \| Zlatko Saračević \| Patrik Ćavar \| Ratko Tomljanović \| Vladimir Šola \| Valter Matošević \| Zvonimir Bilić \| Slavko Goluža \| Božidar Jović \| Venio Losert \| Boris Jarak \| Tomislav Farkaš \| Mirza Šarić \| izbornik: Zdravko Zovko |                                                                             |                                                                             |

| Sastav hrvatske rukometne reprezentacije na EP u Portugalu 1994. (3. mjesto) | Sastav hrvatske rukometne reprezentacije na EP u Portugalu 1994. (3. mjesto) | Sastav hrvatske rukometne reprezentacije na EP u Portugalu 1994. (3. mjesto) |
| --- | ---------------------------------------------------------------------------- | ---------------------------------------------------------------------------- |
| |                                                                              |                                                                              |
| 1 Tonči Peribonio \| 2 Vladimir Jelčić \| 3 Goran Perkovac \| 4 Irfan Smajlagić \| 5 Bruno Gudelj \| 6 Alvaro Načinović (kapetan) \| 7 Ivica Obrvan \| 8 Zvonimir Bilić \| 9 Nenad Kljaić \| 10 Iztok Puc \| 11 Darko Franović \| 12 Vlado Šola \| 13 Patrik Ćavar \| 14 Ratko Tomljanović \| 15 Slavko Goluža \| 16 Valter Matošević \| 19 Zlatko Saračević \| Izbornik: Zdravko Zovko |                                                                              |                                                                              |

| Sastav hrvatske rukometne reprezentacije na EP u Portugalu 1994. (3. mjesto) | Sastav hrvatske rukometne reprezentacije na EP u Portugalu 1994. (3. mjesto) | Sastav hrvatske rukometne reprezentacije na EP u Portugalu 1994. (3. mjesto) |
| --- | ---------------------------------------------------------------------------- | ---------------------------------------------------------------------------- |
| |                                                                              |                                                                              |
| 1 Tonči Peribonio \| 2 Vladimir Jelčić \| 3 Goran Perkovac \| 4 Irfan Smajlagić \| 5 Bruno Gudelj \| 6 Alvaro Načinović (kapetan) \| 7 Ivica Obrvan \| 8 Zvonimir Bilić \| 9 Nenad Kljaić \| 10 Iztok Puc \| 11 Darko Franović \| 12 Vlado Šola \| 13 Patrik Ćavar \| 14 Ratko Tomljanović \| 15 Slavko Goluža \| 16 Valter Matošević \| 19 Zlatko Saračević \| Izbornik: Zdravko Zovko |                                                                              |                                                                              |

| Sastav jugoslavenske rukometne reprezentacije na MI u Ateni 1991. | Sastav jugoslavenske rukometne reprezentacije na MI u Ateni 1991. |
| --- | ----------------------------------------------------------------- |
| |                                                                   |
| Igor Butulija \| Tomislav Farkaš \| Nedjeljko Jovanović \| Aleksandar Knežević \| Senjanin Maglajlija \| Valter Matošević \| Mehmedalija Mulabdić \| Vladimir Novaković \| Dejan Perić \| Nenad Peruničić \| Vladica Spasojević \| Rastko Stefanović \| Dragan Škrbić \| Zoran Tomić \| Izbornik: Jezdimir Stanković |                                                                   |

| Sastav jugoslavenske rukometne reprezentacije na MI u Ateni 1991. | Sastav jugoslavenske rukometne reprezentacije na MI u Ateni 1991. |
| --- | ----------------------------------------------------------------- |
| |                                                                   |
| Igor Butulija \| Tomislav Farkaš \| Nedjeljko Jovanović \| Aleksandar Knežević \| Senjanin Maglajlija \| Valter Matošević \| Mehmedalija Mulabdić \| Vladimir Novaković \| Dejan Perić \| Nenad Peruničić \| Vladica Spasojević \| Rastko Stefanović \| Dragan Škrbić \| Zoran Tomić \| Izbornik: Jezdimir Stanković |                                                                   |

| Sastav jugoslavenske rukometne reprezentacije na MI u Ateni 1991. | Sastav jugoslavenske rukometne reprezentacije na MI u Ateni 1991. |
| --- | ----------------------------------------------------------------- |
| |                                                                   |
| Igor Butulija \| Tomislav Farkaš \| Nedjeljko Jovanović \| Aleksandar Knežević \| Senjanin Maglajlija \| Valter Matošević \| Mehmedalija Mulabdić \| Vladimir Novaković \| Dejan Perić \| Nenad Peruničić \| Vladica Spasojević \| Rastko Stefanović \| Dragan Škrbić \| Zoran Tomić \| Izbornik: Jezdimir Stanković |                                                                   |

| Sastav jugoslavenske rukometne reprezentacije na MI u Ateni 1991. | Sastav jugoslavenske rukometne reprezentacije na MI u Ateni 1991. |
| --- | ----------------------------------------------------------------- |
| |                                                                   |
| Igor Butulija \| Tomislav Farkaš \| Nedjeljko Jovanović \| Aleksandar Knežević \| Senjanin Maglajlija \| Valter Matošević \| Mehmedalija Mulabdić \| Vladimir Novaković \| Dejan Perić \| Nenad Peruničić \| Vladica Spasojević \| Rastko Stefanović \| Dragan Škrbić \| Zoran Tomić \| Izbornik: Jezdimir Stanković |                                                                   |

| Sastav jugoslavenske rukometne reprezentacije na MI u Ateni 1991. | Sastav jugoslavenske rukometne reprezentacije na MI u Ateni 1991. |
| --- | ----------------------------------------------------------------- |
| |                                                                   |
| Igor Butulija \| Tomislav Farkaš \| Nedjeljko Jovanović \| Aleksandar Knežević \| Senjanin Maglajlija \| Valter Matošević \| Mehmedalija Mulabdić \| Vladimir Novaković \| Dejan Perić \| Nenad Peruničić \| Vladica Spasojević \| Rastko Stefanović \| Dragan Škrbić \| Zoran Tomić \| Izbornik: Jezdimir Stanković |                                                                   |

| Sastav jugoslavenske rukometne reprezentacije na MI u Ateni 1991. | Sastav jugoslavenske rukometne reprezentacije na MI u Ateni 1991. |
| --- | ----------------------------------------------------------------- |
| |                                                                   |
| Igor Butulija \| Tomislav Farkaš \| Nedjeljko Jovanović \| Aleksandar Knežević \| Senjanin Maglajlija \| Valter Matošević \| Mehmedalija Mulabdić \| Vladimir Novaković \| Dejan Perić \| Nenad Peruničić \| Vladica Spasojević \| Rastko Stefanović \| Dragan Škrbić \| Zoran Tomić \| Izbornik: Jezdimir Stanković |                                                                   |

| Sastav jugoslavenske rukometne reprezentacije na MI u Ateni 1991. | Sastav jugoslavenske rukometne reprezentacije na MI u Ateni 1991. |
| --- | ----------------------------------------------------------------- |
| |                                                                   |
| Igor Butulija \| Tomislav Farkaš \| Nedjeljko Jovanović \| Aleksandar Knežević \| Senjanin Maglajlija \| Valter Matošević \| Mehmedalija Mulabdić \| Vladimir Novaković \| Dejan Perić \| Nenad Peruničić \| Vladica Spasojević \| Rastko Stefanović \| Dragan Škrbić \| Zoran Tomić \| Izbornik: Jezdimir Stanković |                                                                   |

| Sastav jugoslavenske rukometne reprezentacije na MI u Ateni 1991. | Sastav jugoslavenske rukometne reprezentacije na MI u Ateni 1991. |
| --- | ----------------------------------------------------------------- |
| |                                                                   |
| Igor Butulija \| Tomislav Farkaš \| Nedjeljko Jovanović \| Aleksandar Knežević \| Senjanin Maglajlija \| Valter Matošević \| Mehmedalija Mulabdić \| Vladimir Novaković \| Dejan Perić \| Nenad Peruničić \| Vladica Spasojević \| Rastko Stefanović \| Dragan Škrbić \| Zoran Tomić \| Izbornik: Jezdimir Stanković |                                                                   |

| Sastav Zamet 1991./92. u 1. HRL (viceprvaci) | Sastav Zamet 1991./92. u 1. HRL (viceprvaci) |
| --- | -------------------------------------------- |
| |                                              |
| Valter Matošević \| Marin Mišković \| Valner Franković \| Mladen Prskalo \| Boris Dragičević \| Darko Dunato \| Darko Franović \| Dean Ožbolt \| Tonči Peribonio \| Igor Dokmanović \| Damir Bogdanović \| Eraković \| Igor Pejić \| Petrinić \| trener: Drago Žiljak pom.: Milan Rončević |                                              |

| Sastav Zamet 1991./92. u 1. HRL (viceprvaci) | Sastav Zamet 1991./92. u 1. HRL (viceprvaci) |
| --- | -------------------------------------------- |
| |                                              |
| Valter Matošević \| Marin Mišković \| Valner Franković \| Mladen Prskalo \| Boris Dragičević \| Darko Dunato \| Darko Franović \| Dean Ožbolt \| Tonči Peribonio \| Igor Dokmanović \| Damir Bogdanović \| Eraković \| Igor Pejić \| Petrinić \| trener: Drago Žiljak pom.: Milan Rončević |                                              |

| Sastav Zamet 1996./97. u 1. HRL | Sastav Zamet 1996./97. u 1. HRL |
| --- | ------------------------------- |
| |                                 |
| Valter Matošević \| Nikola Blažičko \| Tino Černjul \| Mladen Prskalo \| Ifran Smajlagić \| Robert Savković \| Marin Mišković \| Dean Ožbolt \| Milan Uzelac \| Igor Pejić \| Mateo Hrvatin \| Damir Bogdanović \| Bojan Pezelj \|; Marin Miculinić \| Danijel Riđić \| Eraković \| Borčić \| trener: Drago Žiljak pom.: Milan Rončević |                                 |

| Sastav Zamet 1996./97. u 1. HRL | Sastav Zamet 1996./97. u 1. HRL |
| --- | ------------------------------- |
| |                                 |
| Valter Matošević \| Nikola Blažičko \| Tino Černjul \| Mladen Prskalo \| Ifran Smajlagić \| Robert Savković \| Marin Mišković \| Dean Ožbolt \| Milan Uzelac \| Igor Pejić \| Mateo Hrvatin \| Damir Bogdanović \| Bojan Pezelj \|; Marin Miculinić \| Danijel Riđić \| Eraković \| Borčić \| trener: Drago Žiljak pom.: Milan Rončević |                                 |

| Sastav Zamet Autotrans 1997./98. u 1. HRL (treći) | Sastav Zamet Autotrans 1997./98. u 1. HRL (treći) |
| --- | ------------------------------------------------- |
| |                                                   |
| Valter Matošević \| Nikola Blažičko \| Renato Sulić \| Mladen Prskalo \| Darko Franović \| Ivan Vukas \| Marin Mišković \| Dean Ožbolt \| Milan Uzelac \| Tino Černjul \| Mateo Hrvatin \| Marin Miculinić \| Ljubomir Bošnjak \| Danijel Riđić \| Patrik Ipša \| trener: Ivan Munitić pom.: Milan Rončević |                                                   |

| Sastav Zamet Autotrans 1997./98. u 1. HRL (treći) | Sastav Zamet Autotrans 1997./98. u 1. HRL (treći) |
| --- | ------------------------------------------------- |
| |                                                   |
| Valter Matošević \| Nikola Blažičko \| Renato Sulić \| Mladen Prskalo \| Darko Franović \| Ivan Vukas \| Marin Mišković \| Dean Ožbolt \| Milan Uzelac \| Tino Černjul \| Mateo Hrvatin \| Marin Miculinić \| Ljubomir Bošnjak \| Danijel Riđić \| Patrik Ipša \| trener: Ivan Munitić pom.: Milan Rončević |                                                   |

| Sastav Zamet Autotrans 1998./99. u 1. HRL (treći) | Sastav Zamet Autotrans 1998./99. u 1. HRL (treći) |
| --- | ------------------------------------------------- |
| |                                                   |
| Nikola Blažičko \| Silvio Ivandija \| Damir Bogdanović \| Robert Savković \| Dean Ožbolt \| Milan Uzelac \| Mario Jozak \| Mladen Prskalo \| Alvaro Načinović \| Mateo Hrvatin \| Krunoslav Jelinić \| Bojan Pezelj \| Igor Saršon \| Ivan Vukas \| Vladimir Šujster \| Darko Franović \| Marin Miculinić \| Danijel Riđić \| Andrej Jurić \| Valter Matošević \| trener: Ivan Munitić pom.: Milan Rončević |                                                   |

| Sastav Zamet Autotrans 1998./99. u 1. HRL (treći) | Sastav Zamet Autotrans 1998./99. u 1. HRL (treći) |
| --- | ------------------------------------------------- |
| |                                                   |
| Nikola Blažičko \| Silvio Ivandija \| Damir Bogdanović \| Robert Savković \| Dean Ožbolt \| Milan Uzelac \| Mario Jozak \| Mladen Prskalo \| Alvaro Načinović \| Mateo Hrvatin \| Krunoslav Jelinić \| Bojan Pezelj \| Igor Saršon \| Ivan Vukas \| Vladimir Šujster \| Darko Franović \| Marin Miculinić \| Danijel Riđić \| Andrej Jurić \| Valter Matošević \| trener: Ivan Munitić pom.: Milan Rončević |                                                   |

| Sastav Zamet 1991./92. u 1. HRL (viceprvaci) | Sastav Zamet 1991./92. u 1. HRL (viceprvaci) |
| --- | -------------------------------------------- |
| |                                              |
| Valter Matošević \| Marin Mišković \| Valner Franković \| Mladen Prskalo \| Boris Dragičević \| Darko Dunato \| Darko Franović \| Dean Ožbolt \| Tonči Peribonio \| Igor Dokmanović \| Damir Bogdanović \| Eraković \| Igor Pejić \| Petrinić \| trener: Drago Žiljak pom.: Milan Rončević |                                              |

| Sastav Zamet 1991./92. u 1. HRL (viceprvaci) | Sastav Zamet 1991./92. u 1. HRL (viceprvaci) |
| --- | -------------------------------------------- |
| |                                              |
| Valter Matošević \| Marin Mišković \| Valner Franković \| Mladen Prskalo \| Boris Dragičević \| Darko Dunato \| Darko Franović \| Dean Ožbolt \| Tonči Peribonio \| Igor Dokmanović \| Damir Bogdanović \| Eraković \| Igor Pejić \| Petrinić \| trener: Drago Žiljak pom.: Milan Rončević |                                              |

| Sastav Zamet 1996./97. u 1. HRL | Sastav Zamet 1996./97. u 1. HRL |
| --- | ------------------------------- |
| |                                 |
| Valter Matošević \| Nikola Blažičko \| Tino Černjul \| Mladen Prskalo \| Ifran Smajlagić \| Robert Savković \| Marin Mišković \| Dean Ožbolt \| Milan Uzelac \| Igor Pejić \| Mateo Hrvatin \| Damir Bogdanović \| Bojan Pezelj \|; Marin Miculinić \| Danijel Riđić \| Eraković \| Borčić \| trener: Drago Žiljak pom.: Milan Rončević |                                 |

| Sastav Zamet 1996./97. u 1. HRL | Sastav Zamet 1996./97. u 1. HRL |
| --- | ------------------------------- |
| |                                 |
| Valter Matošević \| Nikola Blažičko \| Tino Černjul \| Mladen Prskalo \| Ifran Smajlagić \| Robert Savković \| Marin Mišković \| Dean Ožbolt \| Milan Uzelac \| Igor Pejić \| Mateo Hrvatin \| Damir Bogdanović \| Bojan Pezelj \|; Marin Miculinić \| Danijel Riđić \| Eraković \| Borčić \| trener: Drago Žiljak pom.: Milan Rončević |                                 |

| Sastav Zamet Autotrans 1997./98. u 1. HRL (treći) | Sastav Zamet Autotrans 1997./98. u 1. HRL (treći) |
| --- | ------------------------------------------------- |
| |                                                   |
| Valter Matošević \| Nikola Blažičko \| Renato Sulić \| Mladen Prskalo \| Darko Franović \| Ivan Vukas \| Marin Mišković \| Dean Ožbolt \| Milan Uzelac \| Tino Černjul \| Mateo Hrvatin \| Marin Miculinić \| Ljubomir Bošnjak \| Danijel Riđić \| Patrik Ipša \| trener: Ivan Munitić pom.: Milan Rončević |                                                   |

| Sastav Zamet Autotrans 1997./98. u 1. HRL (treći) | Sastav Zamet Autotrans 1997./98. u 1. HRL (treći) |
| --- | ------------------------------------------------- |
| |                                                   |
| Valter Matošević \| Nikola Blažičko \| Renato Sulić \| Mladen Prskalo \| Darko Franović \| Ivan Vukas \| Marin Mišković \| Dean Ožbolt \| Milan Uzelac \| Tino Černjul \| Mateo Hrvatin \| Marin Miculinić \| Ljubomir Bošnjak \| Danijel Riđić \| Patrik Ipša \| trener: Ivan Munitić pom.: Milan Rončević |                                                   |

| Sastav Zamet Autotrans 1998./99. u 1. HRL (treći) | Sastav Zamet Autotrans 1998./99. u 1. HRL (treći) |
| --- | ------------------------------------------------- |
| |                                                   |
| Nikola Blažičko \| Silvio Ivandija \| Damir Bogdanović \| Robert Savković \| Dean Ožbolt \| Milan Uzelac \| Mario Jozak \| Mladen Prskalo \| Alvaro Načinović \| Mateo Hrvatin \| Krunoslav Jelinić \| Bojan Pezelj \| Igor Saršon \| Ivan Vukas \| Vladimir Šujster \| Darko Franović \| Marin Miculinić \| Danijel Riđić \| Andrej Jurić \| Valter Matošević \| trener: Ivan Munitić pom.: Milan Rončević |                                                   |

| Sastav Zamet Autotrans 1998./99. u 1. HRL (treći) | Sastav Zamet Autotrans 1998./99. u 1. HRL (treći) |
| --- | ------------------------------------------------- |
| |                                                   |
| Nikola Blažičko \| Silvio Ivandija \| Damir Bogdanović \| Robert Savković \| Dean Ožbolt \| Milan Uzelac \| Mario Jozak \| Mladen Prskalo \| Alvaro Načinović \| Mateo Hrvatin \| Krunoslav Jelinić \| Bojan Pezelj \| Igor Saršon \| Ivan Vukas \| Vladimir Šujster \| Darko Franović \| Marin Miculinić \| Danijel Riđić \| Andrej Jurić \| Valter Matošević \| trener: Ivan Munitić pom.: Milan Rončević |                                                   |

| Sastav Zamet 1991./92. u 1. HRL (viceprvaci) | Sastav Zamet 1991./92. u 1. HRL (viceprvaci) |
| --- | -------------------------------------------- |
| |                                              |
| Valter Matošević \| Marin Mišković \| Valner Franković \| Mladen Prskalo \| Boris Dragičević \| Darko Dunato \| Darko Franović \| Dean Ožbolt \| Tonči Peribonio \| Igor Dokmanović \| Damir Bogdanović \| Eraković \| Igor Pejić \| Petrinić \| trener: Drago Žiljak pom.: Milan Rončević |                                              |

| Sastav Zamet 1991./92. u 1. HRL (viceprvaci) | Sastav Zamet 1991./92. u 1. HRL (viceprvaci) |
| --- | -------------------------------------------- |
| |                                              |
| Valter Matošević \| Marin Mišković \| Valner Franković \| Mladen Prskalo \| Boris Dragičević \| Darko Dunato \| Darko Franović \| Dean Ožbolt \| Tonči Peribonio \| Igor Dokmanović \| Damir Bogdanović \| Eraković \| Igor Pejić \| Petrinić \| trener: Drago Žiljak pom.: Milan Rončević |                                              |

| Sastav Zamet 1996./97. u 1. HRL | Sastav Zamet 1996./97. u 1. HRL |
| --- | ------------------------------- |
| |                                 |
| Valter Matošević \| Nikola Blažičko \| Tino Černjul \| Mladen Prskalo \| Ifran Smajlagić \| Robert Savković \| Marin Mišković \| Dean Ožbolt \| Milan Uzelac \| Igor Pejić \| Mateo Hrvatin \| Damir Bogdanović \| Bojan Pezelj \|; Marin Miculinić \| Danijel Riđić \| Eraković \| Borčić \| trener: Drago Žiljak pom.: Milan Rončević |                                 |

| Sastav Zamet 1996./97. u 1. HRL | Sastav Zamet 1996./97. u 1. HRL |
| --- | ------------------------------- |
| |                                 |
| Valter Matošević \| Nikola Blažičko \| Tino Černjul \| Mladen Prskalo \| Ifran Smajlagić \| Robert Savković \| Marin Mišković \| Dean Ožbolt \| Milan Uzelac \| Igor Pejić \| Mateo Hrvatin \| Damir Bogdanović \| Bojan Pezelj \|; Marin Miculinić \| Danijel Riđić \| Eraković \| Borčić \| trener: Drago Žiljak pom.: Milan Rončević |                                 |

| Sastav Zamet Autotrans 1997./98. u 1. HRL (treći) | Sastav Zamet Autotrans 1997./98. u 1. HRL (treći) |
| --- | ------------------------------------------------- |
| |                                                   |
| Valter Matošević \| Nikola Blažičko \| Renato Sulić \| Mladen Prskalo \| Darko Franović \| Ivan Vukas \| Marin Mišković \| Dean Ožbolt \| Milan Uzelac \| Tino Černjul \| Mateo Hrvatin \| Marin Miculinić \| Ljubomir Bošnjak \| Danijel Riđić \| Patrik Ipša \| trener: Ivan Munitić pom.: Milan Rončević |                                                   |

| Sastav Zamet Autotrans 1997./98. u 1. HRL (treći) | Sastav Zamet Autotrans 1997./98. u 1. HRL (treći) |
| --- | ------------------------------------------------- |
| |                                                   |
| Valter Matošević \| Nikola Blažičko \| Renato Sulić \| Mladen Prskalo \| Darko Franović \| Ivan Vukas \| Marin Mišković \| Dean Ožbolt \| Milan Uzelac \| Tino Černjul \| Mateo Hrvatin \| Marin Miculinić \| Ljubomir Bošnjak \| Danijel Riđić \| Patrik Ipša \| trener: Ivan Munitić pom.: Milan Rončević |                                                   |

| Sastav Zamet Autotrans 1998./99. u 1. HRL (treći) | Sastav Zamet Autotrans 1998./99. u 1. HRL (treći) |
| --- | ------------------------------------------------- |
| |                                                   |
| Nikola Blažičko \| Silvio Ivandija \| Damir Bogdanović \| Robert Savković \| Dean Ožbolt \| Milan Uzelac \| Mario Jozak \| Mladen Prskalo \| Alvaro Načinović \| Mateo Hrvatin \| Krunoslav Jelinić \| Bojan Pezelj \| Igor Saršon \| Ivan Vukas \| Vladimir Šujster \| Darko Franović \| Marin Miculinić \| Danijel Riđić \| Andrej Jurić \| Valter Matošević \| trener: Ivan Munitić pom.: Milan Rončević |                                                   |

| Sastav Zamet Autotrans 1998./99. u 1. HRL (treći) | Sastav Zamet Autotrans 1998./99. u 1. HRL (treći) |
| --- | ------------------------------------------------- |
| |                                                   |
| Nikola Blažičko \| Silvio Ivandija \| Damir Bogdanović \| Robert Savković \| Dean Ožbolt \| Milan Uzelac \| Mario Jozak \| Mladen Prskalo \| Alvaro Načinović \| Mateo Hrvatin \| Krunoslav Jelinić \| Bojan Pezelj \| Igor Saršon \| Ivan Vukas \| Vladimir Šujster \| Darko Franović \| Marin Miculinić \| Danijel Riđić \| Andrej Jurić \| Valter Matošević \| trener: Ivan Munitić pom.: Milan Rončević |                                                   |

| Sastav Zamet 1991./92. u 1. HRL (viceprvaci) | Sastav Zamet 1991./92. u 1. HRL (viceprvaci) |
| --- | -------------------------------------------- |
| |                                              |
| Valter Matošević \| Marin Mišković \| Valner Franković \| Mladen Prskalo \| Boris Dragičević \| Darko Dunato \| Darko Franović \| Dean Ožbolt \| Tonči Peribonio \| Igor Dokmanović \| Damir Bogdanović \| Eraković \| Igor Pejić \| Petrinić \| trener: Drago Žiljak pom.: Milan Rončević |                                              |

| Sastav Zamet 1991./92. u 1. HRL (viceprvaci) | Sastav Zamet 1991./92. u 1. HRL (viceprvaci) |
| --- | -------------------------------------------- |
| |                                              |
| Valter Matošević \| Marin Mišković \| Valner Franković \| Mladen Prskalo \| Boris Dragičević \| Darko Dunato \| Darko Franović \| Dean Ožbolt \| Tonči Peribonio \| Igor Dokmanović \| Damir Bogdanović \| Eraković \| Igor Pejić \| Petrinić \| trener: Drago Žiljak pom.: Milan Rončević |                                              |

| Sastav Zamet 1996./97. u 1. HRL | Sastav Zamet 1996./97. u 1. HRL |
| --- | ------------------------------- |
| |                                 |
| Valter Matošević \| Nikola Blažičko \| Tino Černjul \| Mladen Prskalo \| Ifran Smajlagić \| Robert Savković \| Marin Mišković \| Dean Ožbolt \| Milan Uzelac \| Igor Pejić \| Mateo Hrvatin \| Damir Bogdanović \| Bojan Pezelj \|; Marin Miculinić \| Danijel Riđić \| Eraković \| Borčić \| trener: Drago Žiljak pom.: Milan Rončević |                                 |

| Sastav Zamet 1996./97. u 1. HRL | Sastav Zamet 1996./97. u 1. HRL |
| --- | ------------------------------- |
| |                                 |
| Valter Matošević \| Nikola Blažičko \| Tino Černjul \| Mladen Prskalo \| Ifran Smajlagić \| Robert Savković \| Marin Mišković \| Dean Ožbolt \| Milan Uzelac \| Igor Pejić \| Mateo Hrvatin \| Damir Bogdanović \| Bojan Pezelj \|; Marin Miculinić \| Danijel Riđić \| Eraković \| Borčić \| trener: Drago Žiljak pom.: Milan Rončević |                                 |

| Sastav Zamet Autotrans 1997./98. u 1. HRL (treći) | Sastav Zamet Autotrans 1997./98. u 1. HRL (treći) |
| --- | ------------------------------------------------- |
| |                                                   |
| Valter Matošević \| Nikola Blažičko \| Renato Sulić \| Mladen Prskalo \| Darko Franović \| Ivan Vukas \| Marin Mišković \| Dean Ožbolt \| Milan Uzelac \| Tino Černjul \| Mateo Hrvatin \| Marin Miculinić \| Ljubomir Bošnjak \| Danijel Riđić \| Patrik Ipša \| trener: Ivan Munitić pom.: Milan Rončević |                                                   |

| Sastav Zamet Autotrans 1997./98. u 1. HRL (treći) | Sastav Zamet Autotrans 1997./98. u 1. HRL (treći) |
| --- | ------------------------------------------------- |
| |                                                   |
| Valter Matošević \| Nikola Blažičko \| Renato Sulić \| Mladen Prskalo \| Darko Franović \| Ivan Vukas \| Marin Mišković \| Dean Ožbolt \| Milan Uzelac \| Tino Černjul \| Mateo Hrvatin \| Marin Miculinić \| Ljubomir Bošnjak \| Danijel Riđić \| Patrik Ipša \| trener: Ivan Munitić pom.: Milan Rončević |                                                   |

| Sastav Zamet Autotrans 1998./99. u 1. HRL (treći) | Sastav Zamet Autotrans 1998./99. u 1. HRL (treći) |
| --- | ------------------------------------------------- |
| |                                                   |
| Nikola Blažičko \| Silvio Ivandija \| Damir Bogdanović \| Robert Savković \| Dean Ožbolt \| Milan Uzelac \| Mario Jozak \| Mladen Prskalo \| Alvaro Načinović \| Mateo Hrvatin \| Krunoslav Jelinić \| Bojan Pezelj \| Igor Saršon \| Ivan Vukas \| Vladimir Šujster \| Darko Franović \| Marin Miculinić \| Danijel Riđić \| Andrej Jurić \| Valter Matošević \| trener: Ivan Munitić pom.: Milan Rončević |                                                   |

| Sastav Zamet Autotrans 1998./99. u 1. HRL (treći) | Sastav Zamet Autotrans 1998./99. u 1. HRL (treći) |
| --- | ------------------------------------------------- |
| |                                                   |
| Nikola Blažičko \| Silvio Ivandija \| Damir Bogdanović \| Robert Savković \| Dean Ožbolt \| Milan Uzelac \| Mario Jozak \| Mladen Prskalo \| Alvaro Načinović \| Mateo Hrvatin \| Krunoslav Jelinić \| Bojan Pezelj \| Igor Saršon \| Ivan Vukas \| Vladimir Šujster \| Darko Franović \| Marin Miculinić \| Danijel Riđić \| Andrej Jurić \| Valter Matošević \| trener: Ivan Munitić pom.: Milan Rončević |                                                   |